# Australia nella seconda guerra mondiale

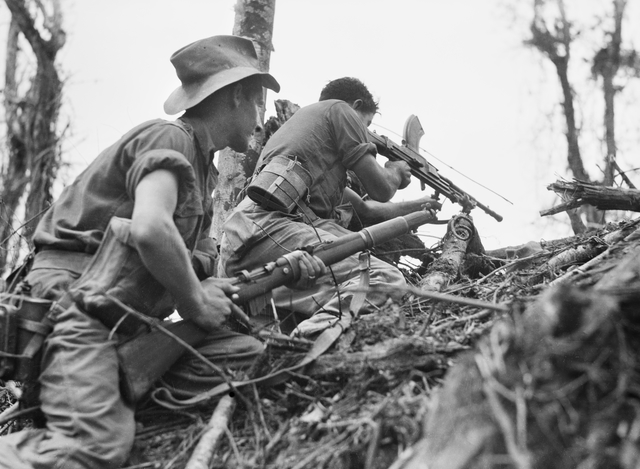
Una squadra australiana di mitraglieri leggeri in azione durante la campagna di Aitape-Wewak, giugno 1945

La storia militare dell'Australia nella seconda guerra mondiale riguarda il coinvolgimento di questa nazione nell'ambito del conflitto globale. L'Australia fece il suo ingresso nella guerra il 3 settembre 1939, in seguito all'accettazione da parte del governo della dichiarazione di guerra del Regno Unito alla Germania nazista. L'Australia entrò poi in seguito in uno stato di guerra anche con altri membri delle potenze dell'Asse, inclusi soprattutto il Regno d'Italia l'11 giugno 1940 e l'Impero giapponese il 9 dicembre 1941. Al momento della cessazione delle ostilità, quasi un milione di australiani aveva prestato servizio nelle forze armate, le cui unità militari avevano combattuto principalmente nel teatro europeo, nella campagna del Nordafrica e nel teatro del Pacifico sud-occidentale. Inoltre, lo Stato oceanico subì degli attacchi diretti per la prima volta nella sua storia post-coloniale. Le vittime cadute durante la guerra ammontarono a 27 073 morti e a 23.477 feriti. Molti altri soffrirono di malattie tropicali, inedia e sperimentarono difficili condizioni in cattività: dei 21 467 prigionieri australiani catturati dai nipponici solo in 14 000 sopravvissero.
Le unità dell'esercito australiano furono gradualmente ritirate dal Mediterraneo e dall'Europa in seguito allo scoppio della guerra con il Giappone. Tuttavia, le unità e il personale dell'aeronautica e della marina continuarono a prendere parte alla guerra contro la Germania e l'Italia. Dal 1942 e fino all'inizio del 1944, le truppe australiane svolsero un ruolo chiave nella guerra del Pacifico, rappresentando la maggior parte delle forze alleate impegnate durante i numerosi combattimenti nel teatro del Pacifico sud-occidentale. Sebbene l'esercito fosse in gran parte relegato su fronti sussidiari dalla metà del 1944, esso portò avanti le operazioni offensive contro Tokyo fino alla fine della guerra.
La seconda guerra mondiale contribuì a importanti cambiamenti nell'economia, nella politica militare e nella politica estera della nazione. La lotta globale accelerò il processo di industrializzazione, portò allo sviluppo di un esercito più ampio in tempo di pace e avviò il processo con cui l'Australia spostò il centro della sua politica estera dalla Gran Bretagna agli Stati Uniti. Tra le conseguenze si assistette inoltre a un incremento demografico della popolazione australiana anche grazie a innegabili flussi migratori giunti dall'Europa e dall'Asia.

## Scoppio della guerra

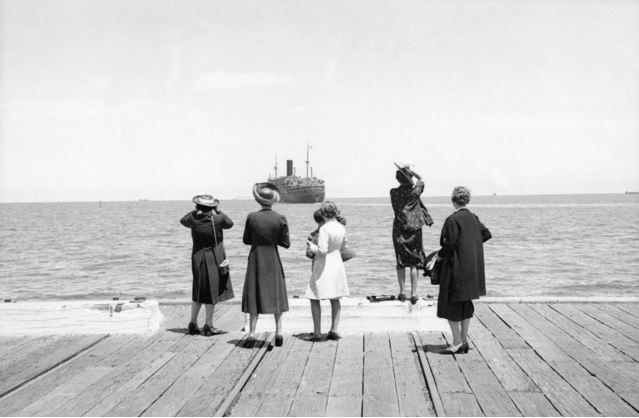
Cinque donne sul molo salutano la nave delle truppe in partenza RMS Strathallan che trasporta il gruppo di avanzata della 6ª divisione per il servizio all'estero

Nel periodo interbellico l'Australia soffrì molto la Grande depressione del 1929, con il risultato che le spese per la difesa australiana scesero drasticamente assieme al calo delle dimensioni e dell'efficacia delle forze armate negli anni 1930. Nel 1931, lo Statuto di Westminster concesse al governo australiano l'indipendenza negli affari esteri e nella difesa. Tuttavia, dalla metà degli anni 1930, gli esecutivi australiani che si susseguirono adottarono generalmente la politica britannica nei confronti della Germania nazista, sostenendo dapprima l'appeasement di Adolf Hitler e incoraggiando poi l'alleanza militare anglo-polacca.
In concomitanza con l'escalation di aggressioni effettuate dal Führer in Europa, il primo ministro Robert Menzies si affrettò a chiedere a Londra che questa comunicasse alla Germania l'affiliazione politica della nazione oceanica al Regno Unito. Il 3 settembre 1939, il Regno Unito dichiarò guerra allo scadere dell'ultimatum per il ritiro della Germania dalla Polonia. Da un punto di vista squisitamente giuridico, poiché lo Statuto di Westminster non era ancora stato ratificato dal parlamento australiano, qualsiasi dichiarazione di guerra del Regno Unito andava ad avere effetto anche per l'Australia. Dopo che gli inglesi informarono Menzies della dichiarazione di guerra, il governatore generale emise un proclama con cui dichiarava l'entrata nel conflitto del suo Paese. Menzies aveva una posizione favorevole al conflitto, in quanto aderiva fermamente all'idea di un sistema di difesa imperiale che sarebbe venuto meno se il Regno Unito fosse stato sconfitto. A quest'ultima visione aderiva anche il popolo australiano, malgrado vi fosse poco entusiasmo per lo scoppio della guerra.
Quando in Europa iniziarono le ostilità, le forze armate australiane erano meno preparate rispetto al principio della prima guerra mondiale nell'agosto del 1914. La marina (in inglese Royal Australian Navy o RAN), la meglio preparata delle tre componenti specializzate, era piccola e scarsamente equipaggiata, con due soli incrociatori pesanti, quattro leggeri, due sloop, cinque cacciatorpediniere obsoleti e un certo numero di navi da guerra ausiliarie e di dimensione ridotta. L'esercito (Australian Army) comprendeva un ristretto nucleo permanente di 3 000 uomini e 80 000 volontari che si erano offerti per l'addestramento con le forze militari cittadine (Citizen Military Forces o CMF). L'aeronautica (Royal Australian Air Force o RAAF) appariva nello stesso maggiormente precario, godendo di soli 246 mezzi aerei, pochi dei quali moderni. Malgrado il governo del Commonwealth diede vita a una grande espansione militare e trasferì alcuni equipaggi e unità della RAAF al controllo britannico allo scoppio della guerra, non si dimostrò altrettanto disposto a inviare immediatamente un corpo di spedizione all'estero a causa della minaccia rappresentata dalla potenza giapponese.
La prima azione militare australiana ebbe luogo diverse ore dopo la dichiarazione di guerra, quando un cannone a Fort Queenscliff sparò un colpo di avvertimento contro un'imbarcazione la cui identificazione non era avvenuta mentre tentava di lasciare Melbourne senza le necessarie autorizzazioni. Il 10 ottobre 1939, uno Short Sunderland del 10º squadrone che in quel frangente si trovava in Inghilterra per il riequipaggiamento divenne la prima unità aeronautica australiana e del Commonwealth intero a entrare in azione quando intraprese una missione in Tunisia.

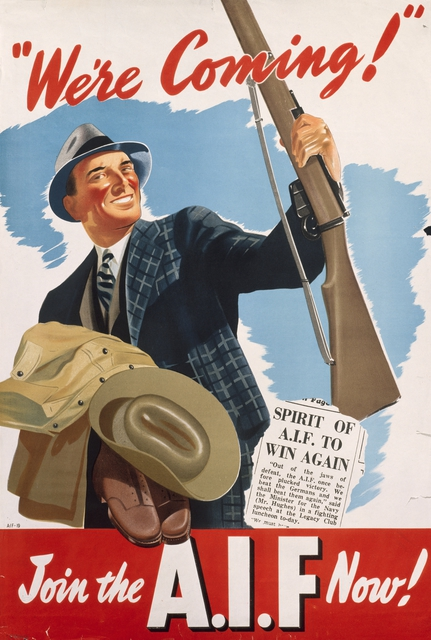
Manifesto di reclutamento dell'AIF

Il 15 settembre 1939 Menzies annunciò la formazione della seconda forza imperiale australiana (Second Australian Imperial Force o AIF). Quest'ultima inizialmente consisteva in 20 000 uomini organizzati in una divisione di fanteria, la 6ª, e alcune unità ausiliarie. L'AIF era istituzionalmente separata dal CMF, che ebbe uno spazio di manovra limitato all'Australia e ai suoi territori esterni, e al momento della sua istituzione vennero creati dei gruppi di unità ex novo piuttosto che operare dei semplici trasferimenti (come nel caso del CMF). Il 15 novembre Menzies annunciò la reintroduzione della coscrizione per il servizio di difesa interna che sarebbe entrata in vigore a partire dal 1º gennaio 1940. Benché il reclutamento per l'AIF si rivelò inizialmente lento, un uomo su sei in età arruolabile aveva fatto accesso alle forze armate nel marzo del 1940 e un'enorme ondata di volontari si fece avanti dopo la caduta della Francia a giugno dello stesso anno. Le ragioni che spingevano a unirsi all'AIF erano varie, la più comune delle quali riguardava il senso del dovere di difesa dell'Australia e dell'Impero britannico. Nei primi mesi del 1940, ciascuno dei servizi introdusse norme che vietavano l'arruolamento di persone non "indiscutibilmente di origine europea"; mentre questi regolamenti andarono rigorosamente applicati dalla RAN e dall'esercito, la RAAF continuò ad accettare un piccolo numero di australiani non europei.
Le principali unità dell'AIF furono costituite tra il 1939 e il 1941. La 6ª divisione si formò nei mesi di ottobre e novembre 1939 e si imbarcò per il Medio Oriente all'inizio del 1940 per completare il proprio addestramento e ricevere equipaggiamenti all'avanguardia dopo che il governo britannico aveva assicurato al governo australiano che il Giappone non rappresentava una minaccia immediata. La divisione aveva lo scopo di unirsi alla British Expeditionary Force in Francia quando avrebbe concluso i preparativi, ma ciò non accadde in quanto le forze dell'Asse conquistarono la Francia prima che la guarnigione fosse pronta. Le altre tre divisioni di fanteria dell'AIF (la 7ª, l'8ª e la 9ª divisione) videro la luce nella prima metà del 1940, così come un quartier generale del I corpo d'armata (I Corps) e numerose unità di supporto. Tutte queste divisioni e la maggioranza delle unità di sostegno sopraccitate agirono all'estero durante il 1940 e il 1941. Una divisione corazzata dell'AIF (la 1ª divisione d'armata) fu anch'essa costituita all'inizio del 1941, ma non lasciò mai l'Australia.
Sebbene inizialmente il governo avesse pianificato di dispiegare l'intera RAAF all'estero, in seguito decise di concentrare le proprie risorse sull'addestramento dell'equipaggio dell'aeronautica per facilitare una massiccia espansione del potenziale del Commonwealth. Alla fine del 1939, l'Australia e gli altri Domini istituirono l'Empire Air Training Scheme (EATS) per addestrare un gran numero di uomini nella Royal Air Force (RAF) e altre unità aeree del Commonwealth. Alla fine, quasi 28 000 australiani seguirono tale percorso di addestramento nelle scuole in Oceania, Canada e Rhodesia. Mentre varie reclute confluirono nello squadrone dell'articolo XV, la maggior parte operò con gli squadroni britannici e altri del Dominio. Inoltre, questi squadroni nominalmente "australiani" non erano sotto il controllo della RAAF e gli oceanici spesso costituivano una minoranza etnica negli aviatori disponibili. Dato che il governo di Canberra non aveva un controllo effettivo sullo schieramento di aviatori addestrati tramite l'EATS, diversi storici australiani ritengono che una simile scelta ostacolò lo sviluppo della capacità di difesa dell'Australia. Tuttavia, gli aviatori della RAAF addestrati tramite l'EATS rappresentavano circa il 9% di tutti gli equipaggi che combatterono per la RAF nei teatri europei e mediterranei e diedero un contributo importante alle operazioni alleate.

## Nord Africa, Mediterraneo e Medio Oriente
Durante i primi anni del conflitto, la strategia militare dell'Australia era strettamente allineata a quella del Regno Unito. In virtù di siffatta premessa, quasi tutte le unità militari australiane dispiegate all'estero nel 1940 e nel 1941 furono inviate nel Mediterraneo e nel Medio Oriente, dove rappresentavano una forza fondamentale nell'area. Le tre divisioni di fanteria dell'AIF inviate in Medio Oriente parteciparono a diverse operazioni, così come gli squadroni e le navi da guerra della RAAF attive in questo teatro.

### Nord Africa

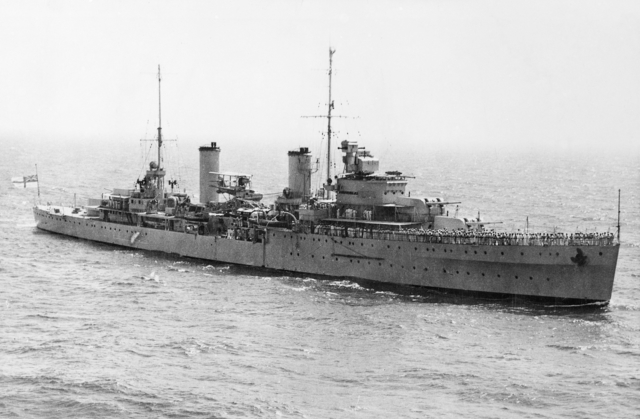
La HMAS Sydney (D48) nel 1940

Il RAN risultò il primo dei servizi australiani ad agire nel teatro del Mediterraneo. Nel momento in cui l'Italia entrò in guerra il 10 giugno 1940, la RAN disponeva di un solo incrociatore (Sydney) e i cinque "stagionati" cacciatorpediniere definiti dalla propaganda nazista "flottiglia di rottami di ferro" ad Alessandria a fianco della Flotta del Mediterraneo britannica. Durante i primi giorni della battaglia del Mediterraneo, la Sydney affondò un cacciatorpediniere italiano e la Voyager un sottomarino. La flotta del Mediterraneo mantenne un alto ritmo operativo e il 19 luglio la Sydney, assieme a uno squadrone di cacciatorpediniere britannici di scorta, ingaggiò i veloci incrociatori leggeri italiani Bartolomeo Colleoni e Giovanni delle Bande Nere nella battaglia di Capo Spada, affondando il primo. Le imbarcazioni australiane trascorsero gran parte del loro tempo in mare per tutto il 1940. La nave sorella della Sydney, la Perth, la rimpiazzò nel febbraio del 1941.
L'esercito australiano fu coinvolto per la prima volta nell'ambito dell'Operazione Compass, ovvero la vittoriosa offensiva condotta dal Commonwealth in Nord Africa che ebbe luogo tra il dicembre 1940 e il febbraio 1941. La 6ª divisione subentrò alla 4ª divisione indiana il 14 dicembre: malgrado non fosse completamente equipaggiata, essa aveva completato il suo addestramento e gli era stato assegnato il compito di catturare le fortezze italiane aggirate dalla 7ª divisione corazzata britannica durante la sua avanzata.

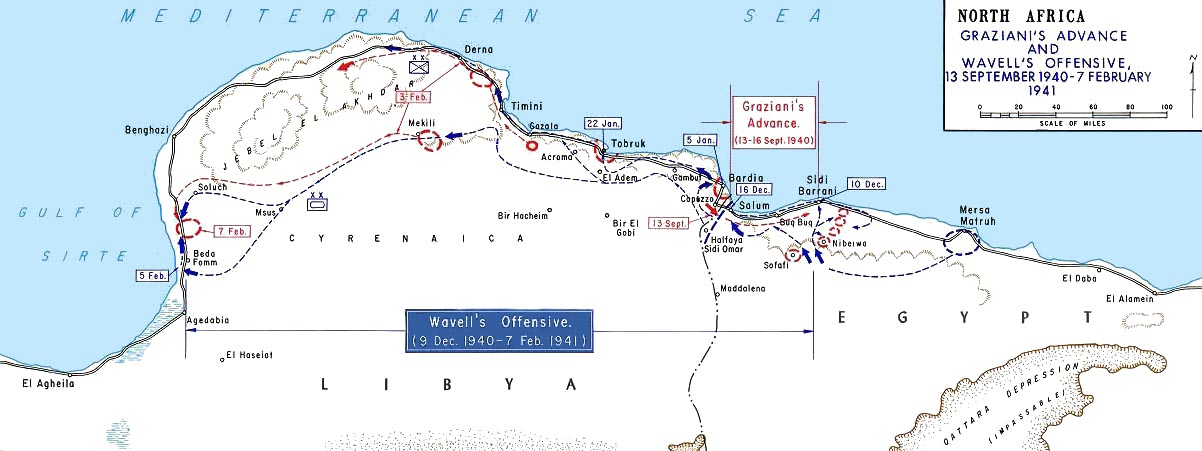
Mappa del Nord Africa che mostra l'avanzamento dell'Operazione Compass e le posizioni strategiche

La 6ª divisione entrò in azione a Bardia il 3 gennaio 1941. Sebbene una più nutrita forza italiana presidiasse la fortezza, grazie al supporto di carri armati e artiglieria britannici, la fanteria australiana penetrò rapidamente nelle linee difensive. Il grosso delle truppe italiane si arrese il 5 gennaio e gli australiani fecero 40 000 prigionieri. Forte di questo successo, la 6ª divisione assaltò la fortezza di Tobruch il 21 gennaio, mettendola in sicurezza il giorno successivo e catturando altri 25 000 prigionieri italiani. Successivamente, il gruppo si spinse a ovest lungo la strada costiera verso la Cirenaica ed espugnò Bengasi il 4 febbraio. Quando la 6ª divisione andò riassegnata in Grecia a seguito dell'Operazione Marita, le subentrò nel mese di febbraio la scarsamente addestrata 9ª divisione, alla quale si assegnarono compiti difensivi in Cirenaica.
Nell'ultima settimana del marzo del 1941, una forza a guida tedesca lanciò l'Operazione Sonnenblume e surclassò rapidamente le forze alleate nell'area, costringendo al ritiro generale verso l'Egitto (aprile 1941). La 9ª divisione costituì la retroguardia di questo ritiro e, in data 6 aprile, ricevette l'ordine di difendere l'importante città portuale di Tobruch per almeno due mesi. Durante l'assedio che ne seguì, il gruppo difensivo degli australiani, assistito dalla 18ª brigata della 7ª divisione e dall'artiglieria e dai reggimenti corazzati britannici, sfruttò con accortezza le fortificazioni e i cannoni disponibili seguendo rigidi turni di pattugliamento per contenere e sconfiggere i ripetuti attacchi della fanteria e dei mezzi corazzati tedeschi. La flotta del Mediterraneo sostenne i difensori di Tobruch e i non più modernissimi cacciatorpediniere australiani effettuarono quante più consegne possibili di approvvigionamenti nel porto. Durante queste operazioni furono affondate la Waterhen e la Parramatta, due imbarcazioni ostili. Su richiesta del governo australiano, il grosso della 9ª divisione abbandonò Tobruch nel settembre e nell'ottobre 1941, venendo sostituita dalla 70ª divisione britannica. Il 2/13º battaglione fu costretto a rimanere a Tobruch fino alla fine dell'assedio a dicembre, quando il convoglio che lo stava evacuando subì un'aggressione. La difesa della città libica costò alle unità australiane 3 009 morti, di cui 832 uccisi e 941 fatti prigionieri.
Anche due squadroni di caccia australiani presero parte ai combattimenti in Nord Africa. La No. 239 Wing, un'unità equipaggiata con Curtiss P-40 nella Desert Air Force, vedeva perlopiù australiani ripartiti in due squadroni RAAF (rispettivamente il numero 3 e 450) e numerosi singoli combattenti che prestarono servizio negli squadroni della RAF. Questi due team differivano dagli altri della RAAF del Mediterraneo in quanto erano costituiti prevalentemente da personale di terra e piloti australiani; le altre unità vantavano equipaggi terrestri composti principalmente da personale RAF britannico.

### Grecia, Creta e Libano

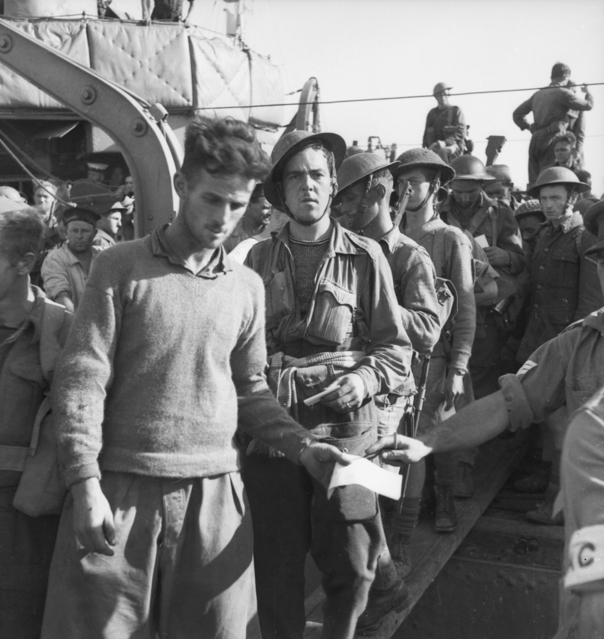
Le truppe australiane sbarcano ad Alessandria d'Egitto dopo la loro evacuazione dalla Grecia

All'inizio del 1941, la 6ª divisione e il quartier generale del I corpo d'armata presero parte all'infruttuosa spedizione di difesa della Grecia, stroncata dall'Operazione Marita. Il comandante del corpo d'armata, il tenente generale Thomas Blamey, in sintonia con il primo ministro Menzies, aveva già mostrato delle perplessità in merito all'intervento da effettuare in terra ellenica, ma acconsentì al coinvolgimento australiano dopo che il governo britannico rassicurò loro sulle possibilità di successo. La forza alleata schierata in Grecia era molto meno numerosa della forza tedesca nella regione e le incongruenze tra i piani di Atene e degli Alleati resero impossibile allestire un'adeguata resistenza.
Le truppe australiane arrivarono in Grecia nel marzo 1941 e presidiarono le posizioni difensive nel Nord del Paese insieme a unità britanniche, neozelandesi e greche. La Perth rientrava tra le imbarcazioni incaricate di proteggere i convogli di truppe alleate in viaggio verso la Grecia e partecipò alla battaglia di Capo Matapan avvenuta alla fine di marzo. Coloro che sbarcarono, trovandosi in inferiorità numerica e non essendo nelle condizioni di fermare l'avanzata dei tedeschi partita il 6 aprile, dovettero ritirarsi in tempi brevi. Gli australiani e altre unità alleate indietreggiarono dalle loro postazioni e le navi militari ne coprirono la fuga dalla Grecia meridionale tra il 24 aprile e il 1º maggio. La marina degli oceanici fornì ausilio alle procedure di evacuazione e imbarcò centinaia di soldati dai porti greci. La 6ª divisione subì pesanti perdite in questa campagna, con 320 uomini uccisi e 2 030 catturati.
Mentre il grosso della 6ª divisione tornò in Egitto, il 19º gruppo di brigata e due battaglioni di fanteria provvisori sbarcarono a Creta, dove giocarono una parte fondamentale nella battaglia sull'isola. La 19ª brigata riuscì inizialmente a mantenere le sue posizioni quando sbarcarono i paracadutisti tedeschi il 20 maggio, ma fu gradualmente costretta a ripiegare. Dopo che diversi aeroporti chiave furono persi, gli Alleati evacuarono la guarnigione situata a Creta. Circa 3 000 australiani, compreso l'intero 2/7º battaglione di fanteria, pur avendo consentito la fuga di molte truppe non poterono fuggire e dovettero accettare la prigionia. A causa delle pesanti perdite riportate, la 6ª divisione richiese l'invio di numerosi rinforzi ed equipaggiamenti prima di esser di nuovo pronta per il combattimento. La Perth e i nuovi cacciatorpediniere Napier e Nizam iniziarono a comparire intorno a Creta per proseguire alcune operazioni di evacuazione in loco e in Egitto.

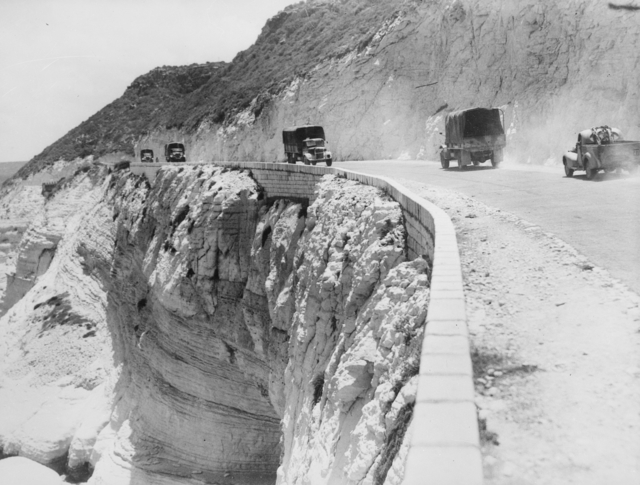
I camion da trasporto dell'esercito australiano si spostano lungo la strada costiera in Libano durante la campagna della Siria e del Libano

La sconfitta degli Alleati durante la campagna di Grecia contribuì indirettamente a un cambio di governo in Australia. La guida del primo ministro Menzies si indebolì durante il lungo periodo che trascorse in Gran Bretagna all'inizio del 1941 e le elevate perdite fra le file dei suoi concittadini nella campagna di Grecia portarono molti membri del suo United Australia Party (UAP) a concludere che egli non era in grado di condurre lo sforzo bellico del Paese. Menzies si dimise il 26 agosto, dopo aver perso la fiducia del suo partito e Arthur Fadden del Country Party (partner della coalizione dell'UAP) assunse la carica di primo ministro. Il governo di Fadden cessò di operare il 3 ottobre e assunse il potere un esecutivo a guida laburista sotto la guida di John Curtin.
La 7ª divisione e la 17ª brigata della 6ª divisione presero parte alla campagna di Siria e del Libano prima di combattere contro le forze francesi di Vichy nel giugno e nel luglio del 1941; anche gli aerei della RAAF si unirono alla RAF per fornire supporto aereo ravvicinato. Il contingente australiano accedette in Libano l'8 giugno e avanzò lungo la strada costiera e la valle del fiume Leonte. Sebbene in teoria si aspettava scarsa resistenza, le truppe di Vichy su rivelarono particolarmente resistenti e contrattaccarono facendo buon uso del terreno montuoso. Dopo che l'attacco alleato si impantanò, giunsero nuovi rinforzi e il quartier generale australiano del I corpo d'armata prese il comando dell'operazione il 18 giugno.
Questi cambiamenti permisero agli Alleati di sopraffare la difesa francese e la 7ª divisione entrò a Beirut il 12 luglio. La perdita dell'odierna capitale libanese e lo sfondamento britannico in Siria portarono il comandante di Vichy a cercare un armistizio e la campagna terminò il 13 luglio 1941.

### El Alamein

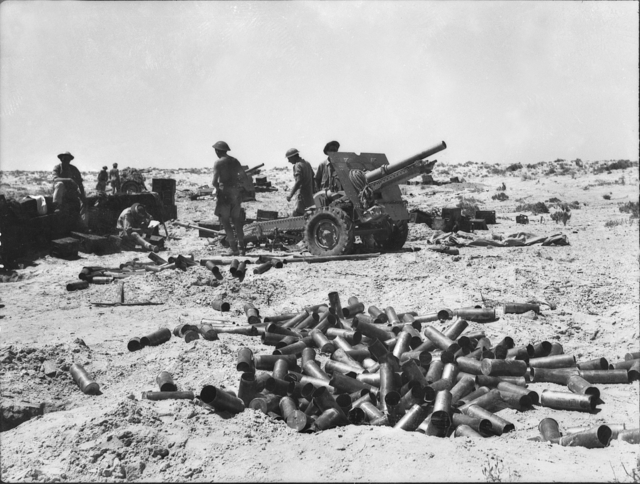
Armi del 2/8º reggimento da campo a El Alamein nel luglio 1942

Nella seconda metà del 1941 il I corpo d'armata australiano si concentrò in Siria e Libano per ricostruire le proprie forze e per prepararsi a ulteriori operazioni in Medio Oriente. Dopo lo scoppio della guerra nel Pacifico, la maggior parte dei membri del corpo, comprese la 6ª e la 7ª divisione, tornò in Australia all'inizio del 1942 per contrastare la minaccia giapponese percepita in Australia. Canberra accettò le richieste britanniche e statunitensi di mantenere temporaneamente la 9ª divisione in Medio Oriente in cambio del dispiegamento di ulteriori truppe statunitensi in Australia e del sostegno del Regno Unito a una proposta per espandere la RAAF a 73 squadroni. Il governo australiano non desiderava che la 9ª divisione fosse coinvolta in intensi combattimenti e scelse di non spedire ulteriori rinforzi. Al contempo, tutte le navi della RAN nel Mediterraneo si ritirarono nel Pacifico, ma il grosso delle unità della RAAF in Medio Oriente rimase ancora operativa in zona.
Nel giugno 1942 quattro cacciatorpediniere classe N australiane si trasferirono nel Mediterraneo dall'oceano Indiano per partecipare all'Operazione Vigorous (dall'11 al 16 giugno 1942), che tentò di rifornire l'isola assediata di Malta dall'Egitto. L'assalto si concluse con un fallimento e la Nestor dovette essere affondata il 16 giugno, dopo essere stata pesantemente bombardata il giorno precedente. Dopo questa operazione, i tre cacciatorpediniere sopravvissuti tornarono nelle acque dell'oceano Indiano.
A metà del 1942 l'Asse sconfisse il Commonwealth nella battaglia di Ain el-Gazala, in Libia, e avanzò nel Nord-ovest dell'Egitto. A giugno, l'8ª armata britannica prese posizione a poco più di 100 km a ovest di Alessandria, presso il bivio ferroviario di El Alamein, e la 9ª divisione avanzò per fornire ulteriore supporto. La quasi totalità dei membri dell'unità sopraccitata arrivò a El Alamein il 6 luglio e alla divisione fu assegnata la sezione più settentrionale della linea difensiva del Commonwealth. La 9ª divisione svolse un ruolo significativo nella prima battaglia di El Alamein (dal 1º al 27 luglio 1942), al termine della quale si interruppe l'avanzata dell'Asse anche se a costo di gravi perdite, così come l'intero 2/28º battaglione di fanteria, che batté bandiera bianca il 27 luglio. In seguito a questi scontri, la divisione rimase all'estremità settentrionale della linea di El Alamein e lanciò attacchi diversivi durante la battaglia di Alam Halfa all'inizio di settembre.
Nell'ottobre 1942 la 9ª divisione e gli squadroni della RAAF nell'area presero parte alla seconda battaglia di El Alamein (dal 23 ottobre all'11 novembre 1942). Dopo una lunga fase di preparativi, l'8ª armata scagliò la sua grande offensiva il 23 ottobre. La 9ª divisione fu coinvolta in alcuni dei combattimenti più pesanti della schermaglia e la sua avanzata nell'area costiera fu in grado di attirare abbastanza forze tedesche da permettere alla 2ª divisione neozelandese di sfondare le linee dell'Asse nella notte tra il 1º e il 2 novembre. La 9ª divisione subì un alto numero di perdite durante le lotte e non prese parte all'inseguimento degli uomini dell'Asse in ritirata. Durante la battaglia, Canberra chiese che la divisione tornasse in Australia, in quanto non era possibile fornire rinforzi sufficienti per sostenerla: i governi britannico e statunitense fornirono il loro placet a questo suggerimento alla fine di novembre. Lasciato l'Egitto per l'Oceania nel gennaio del 1943, le forze armate australiane ponevano fine al loro coinvolgimento nella guerra in Nord Africa.

### Tunisia, Sicilia e Italia

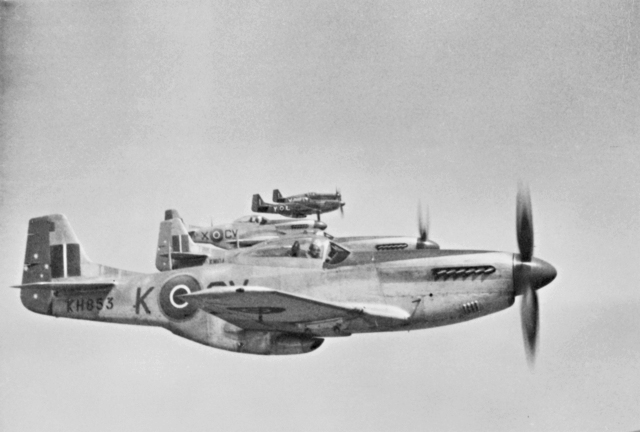
Caccia numero 3 dello squadrone P-51 Mustang di ritorno da un'incursione nel Nord Italia nel maggio del 1945

Sebbene la seconda battaglia di El Alamein segnò la fine della presenza australiana nel Mediterraneo, diverse unità della RAAF e centinaia di australiani uniti alle forze del Commonwealth rimasero nell'area fino alla fine del conflitto. Dopo il ritiro della 9ª divisione, l'Australia continuò a essere rappresentata in Nord Africa da diversi squadroni della RAAF che sostennero l'avanzata dell'8ª armata attraverso la Libia e nella successiva campagna di Tunisia. Due cacciatorpediniere australiani (Quiberon e Quickmatch) parteciparono anche all'Operazione Torch, ovvero agli sbarchi alleati in Nord Africa nel novembre 1942.
L'Australia assunse un peso marginale nella campagna d'Italia. La RAN tornò nel Mediterraneo tra maggio e novembre 1943, quando otto corvette classe Bathurst furono trasferite dalla Flotta Orientale britannica a quella mediterranea per proteggere la forza di invasione durante lo sbarco in Sicilia. Le corvette scortarono altresì i convogli nel Mediterraneo occidentale prima di tornare alla flotta orientale. Anche la No. 239 Wing e quattro squadroni australiani dell'Articolo XV presero parte allo sbarco sull'isola italiana volando da basi in Tunisia, Malta, Nord Africa e sulla Sicilia stessa. La No. 239 Wing successivamente fornì supporto aereo per l'invasione alleata dell'Italia nel settembre del 1943, trasferendosi sulla terraferma a metà di quel mese. I due squadroni di cacciabombardieri australiani fornirono supporto aereo ravvicinato agli eserciti alleati e attaccarono le linee di rifornimento tedesche fino alla fine della guerra. Lo squadrone 454 fu schierato in Italia dall'agosto del 1944 e centinaia di australiani prestarono servizio nelle unità della RAF durante la campagna.
La RAAF partecipò ad altre operazioni alleate nel Mediterraneo. Due squadroni della RAAF, il 451 (Spitfires) e il 458 (Wellingtons), sostenne l'invasione alleata della Francia meridionale (Operazione Dragoon) nell'agosto 1944. Lo squadrone numero 451 aveva sede nel Sud della Francia alla fine di agosto e settembre, ma quando l'operazione si concluse entrambi gli squadroni si spostarono in Italia. Il 451 tornò infine in Gran Bretagna a dicembre, mentre il 459, di stanza nel Mediterraneo orientale fino agli ultimi mesi della guerra in Europa, aggredì obiettivi tedeschi in Grecia e nel Mar Egeo. Inoltre, 150 australiani prestarono servizio nella Balkan Air Force, principalmente nello squadrone numero 148 della RAF. Quest'ultima unità, spesso incaricata di compiti speciali, indirizzò uomini e rifornimenti ai guerriglieri in Jugoslavia e tentò di rifornire l'esercito nazionale polacco durante la rivolta di Varsavia nel 1944.

## Gran Bretagna ed Europa occidentale

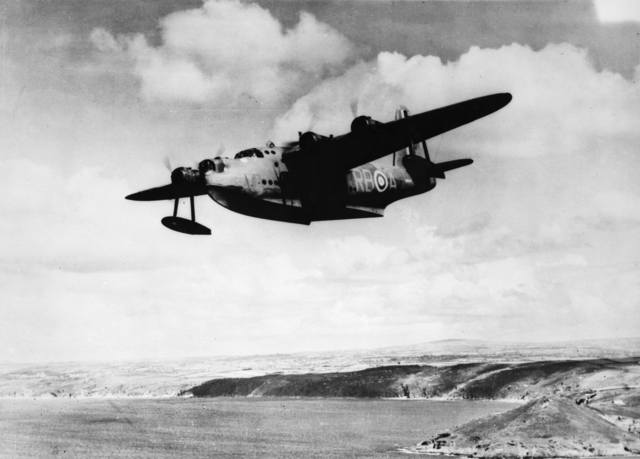
Un Sunderland impiegato dallo squadrone No. 10 in partenza per una pattuglia sull'Atlantico nel 1941

Mentre la maggioranza dell'esercito australiano combatté sul fronte occidentale in Francia durante la prima guerra mondiale, relativamente in pochi combatterono in Europa durante il secondo conflitto globale. La RAAF, che includeva migliaia di australiani inviati alle unità britanniche, operò un contributo significativo al bombardamento strategico della Germania e ai tentativi di salvaguardare il trasporto marittimo alleato nell'Atlantico. Tra gli altri contributi effettuati, sia pur in maniera minore, due brigate dell'esercito furono brevemente operative in Gran Bretagna alla fine del 1940 e molte delle navi da guerra della RAN rimasero in servizio nelle acque dell'Atlantico.

### Difesa della Gran Bretagna
Gli australiani parteciparono altresì alla difesa della Gran Bretagna durante la guerra, con più di 100 aviatori che combatterono nel corso della battaglia d'Inghilterra nel 1940, inclusi 30 piloti da caccia circa. Pure due brigate dell'AIF (la 18ª e la 25ª) furono anche di stanza in Gran Bretagna dal giugno del 1940 al gennaio del 1941, confluendo nella riserva mobile britannica che perseguiva il compito di rispondere a qualsiasi piano di sbarco nazista. Un gruppo forestale dell'esercito australiano prestò servizio in Gran Bretagna tra il 1940 e il 1943. Diversi squadroni di caccia australiani furono formati anche in Gran Bretagna nel 1941 e 1942, contribuendo a difendere il Paese dalle incursioni aeree naziste di quella fase e, dalla metà del 1944, a respingere i missili da crociera V1.
La RAAF e la RAN si intravidero nella lotta per il predominio dell'Atlantico a più riprese. Lo squadrone No. 10, operativo in Gran Bretagna allo scoppio della guerra con idropattugliatori classe Sunderland, vi rimase per tutto il conflitto come parte del RAF Coastal Command. A fargli compagnia risultò in seguito lo squadrone No. 461 nell'aprile 1942, anch'esso dotato di Sunderland e con l'obiettivo di scortare convogli. Questi gruppi di pattugliatori scortarono i convogli alleati e affondarono nel corso del tempo 12 U-Boot. Sotto questa veste, lo squadrone compì una tappa insolita nella base aerea di Vaenga, nell'Unione Sovietica, nel settembre del 1942 allo scopo di proteggere il convoglio PQ 18. Centinaia di aviatori australiani prestarono servizio negli squadroni del comando costiero della RAF: i morti furono 652. Oltre al contributo della RAAF, diversi incrociatori e cacciatorpediniere della RAN scortarono navi nell'Atlantico e nei Caraibi e centinaia di membri del personale della RAN prestarono servizio a bordo delle navi della Royal Navy nell'Atlantico durante la guerra.

### Guerra aerea in Europa
Il ruolo della RAAF nell'offensiva aerea strategica in Europa costituì il principale contributo dell'Australia alla sconfitta della Germania. Circa 13 000 aviatori dello Stato oceanico servirono in dozzine di squadroni britannici e cinque australiani nel RAF Bomber Command tra il 1940 e la fine della guerra. A ogni modo, il contributo non si rivelò imprescindibile in questa campagna, considerando che svariati aviatori sorvolarono i cieli di altre regioni o furono trasferiti nello scenario del Pacifico.

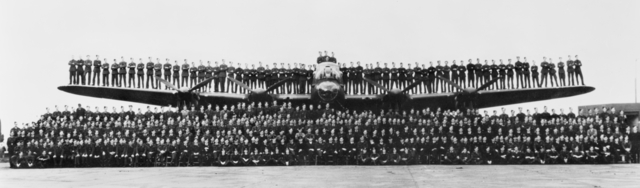
Membri dello squadrone No. 460 e il bombardiere Lancaster G for George nell'agosto 1943

Una consistente percentuale dell'equipaggio australiano del Bomber Command era diplomata all'Empire Air Training Scheme. Questi uomini non appartenevano a unità esclusivamente composte da australiani, venendo infatti spesso assegnati allo squadrone del Commonwealth che necessitava del maggior bisogno di personale. Per questo motivo, vari bombardieri godevano di equipaggi multinazionali. Cinque squadroni di bombardieri pesanti australiani (i numeri 460, 462, 463, 466 e 467) furono formati all'interno del Bomber Command tra il 1941 e il 1945, ma la proporzione di australiani in queste unità crebbe nel tempo. Lo squadrone No. 464, che era dotato di bombardieri leggeri, nacque come parte del Bomber Command ma venne trasferito alla Second Tactical Air Force nel giugno del 1943, dove continuò ad attaccare obiettivi localizzati in Europa. A differenza del Canada, che concentrò i suoi squadroni di bombardieri pesanti nel 6º gruppo di bombardieri nel 1943, gli squadroni RAAF del Bomber Command appartennerò sempre alle unità britanniche e Canberra godette di poco controllo sul modo in cui venivano dispiegati.

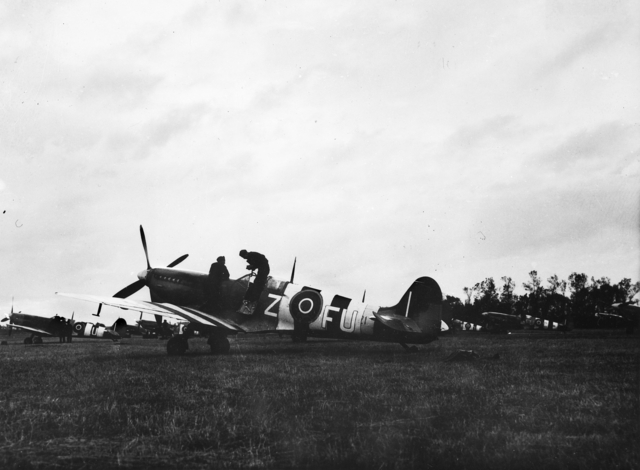
Spitfire dello squadrone No. 453 in Normandia durante il 1944. L'aereo è dipinto con delle strisce d'invasione

Gli australiani non si assentarono da nessuna delle principali offensive del Bomber Command e riportarono pesanti perdite durante i bombardamenti sulle città tedesche e sugli obiettivi in Francia. Il contributo alle incursioni non fu secondario e gli squadroni fornirono in genere circa il 10% della forza principale dei bombardieri durante l'inverno del 1943–1944, lo stesso della battaglia di Berlino. Nel complesso, gli squadroni australiani del Bomber Command scagliarono il 6% del peso totale delle bombe sganciate durante la seconda guerra mondiale. L'equipaggio del Bomber Command riportò uno dei tassi di vittime più alti di qualsiasi settore dell'esercito australiano. Infatti, benché solo il 2% degli australiani arruolati nell'esercito abbia prestato servizio con il Bomber Command, i membri di quest'ultimo giunti dall'isola oceanica rappresentano quasi il 20% di tutte le morti australiane in combattimento; oltre ai 3 486 deceduti si segnalano altre centinaia di prigionieri.
Centinaia di australiani parteciparono al fronte occidentale durante il 1944 e il 1945. Dieci squadroni della RAAF, centinaia di australiani in unità della RAF e circa 500 marinai australiani in servizio con la Royal Navy diedero un proprio contributo nello sbarco in Normandia del 6 giugno 1944; complessivamente, si stima la presenza di circa 3 000 persone impiegate nell'occasione. Dall'11 giugno e fino al settembre 1944, lo squadrone No. 453 della RAAF agiva spesso in Francia, andandosi ad affiancare ai bombardieri leggeri e pesanti condotti dagli altri connazionali collocati in terra cisalpina. I bombardieri leggeri e gli squadroni di caccia della RAAF continuarono a fornire ausilio agli eserciti alleati fino alla fine della guerra nel Vecchio Continente attaccando obiettivi strategici e scortando formazioni di bombardieri. Gli squadroni 451 e 453 figuravano nell'Armata britannica del Reno in Germania dal settembre 1945 e sin dal principio si ipotizzò una loro permanenza a lungo termine. Tuttavia, pochi membri del personale della RAAF si offrirono volontari per rimanere in Europa ed entrambi gli squadroni di australiani si sciolsero nel gennaio 1946.

## Guerra nel Pacifico

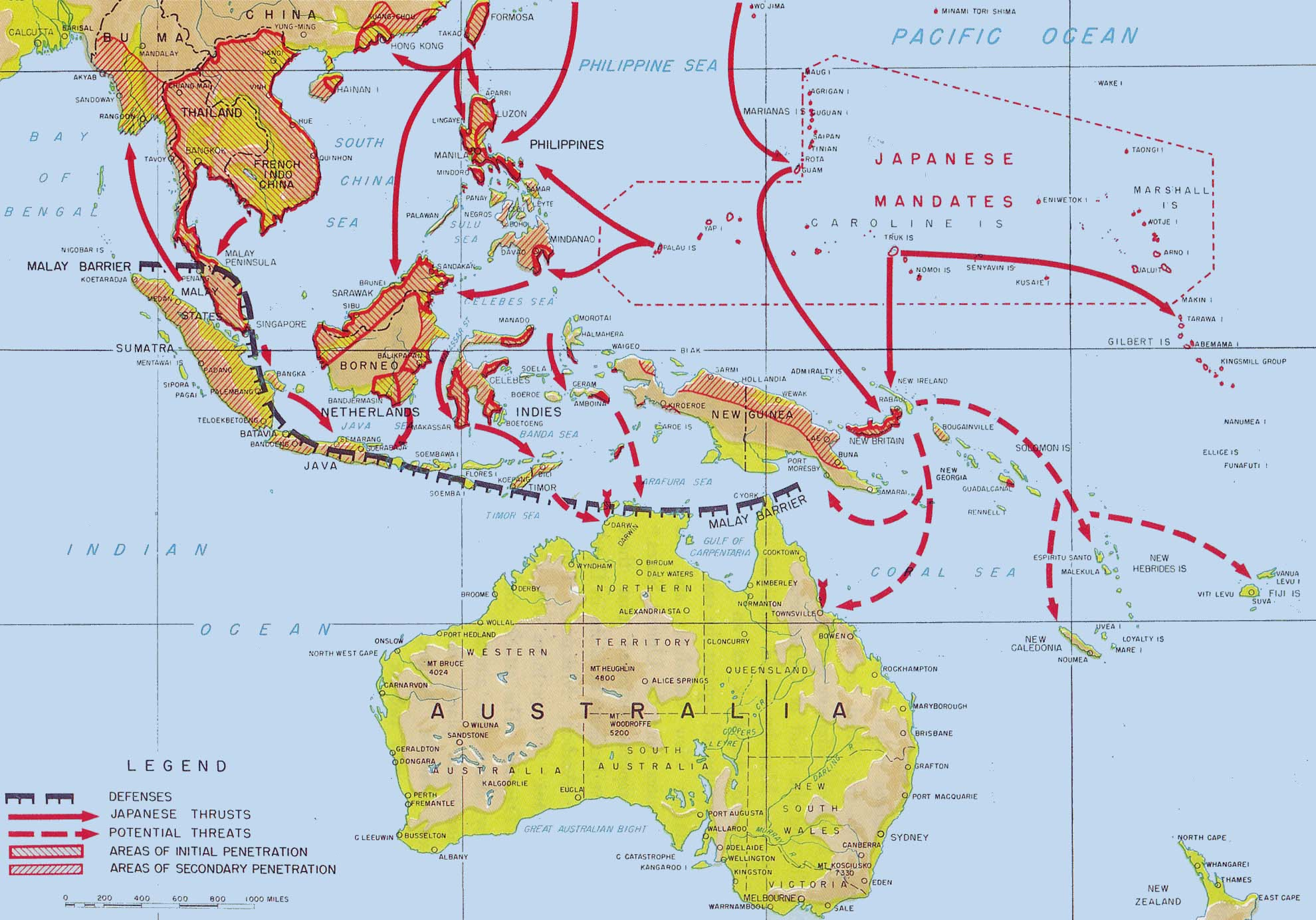
L'avanzata nipponica attraverso la barriera malese nel 1941–1942 e la temuta operazione offensiva contro l'Australia

Secondo Paul Hasluck, l'Australia ha combattuto due guerre tra il 1939 e il 1945: una contro la Germania e l'Italia come parte del Commonwealth e Impero britannico e l'altra contro il Giappone in alleanza con Stati Uniti e Regno Unito.
A causa dell'enfasi posta sulla cooperazione con il Regno Unito, relativamente poche unità militari australiane restarono attive in Australia e nell'Asia Pacifica dopo il 1940. Furono prese delle misure per migliorare le difese dell'Australia quando la guerra con il Giappone incombeva nel 1941, ma esse si rivelarono inadeguate. Nel dicembre del 1941, l'esercito australiano nel Pacifico comprendeva l'8ª divisione, dislocata perlopiù in Malesia, e otto divisioni parzialmente addestrate ed equipaggiate sull'isola di casa, tra cui la 1ª divisione corazzata. La RAAF era equipaggiata con 373 aerei, anche se gli addestratori erano perlopiù obsoleti, mentre la RAN aveva tre incrociatori e due cacciatorpediniere nelle acque australiane.
Nel 1942, l'esercito australiano fu rafforzato da unità richiamate dal Medio Oriente e da un'espansione della CMF e della RAAF. Anche le unità militari degli Stati Uniti approdarono in gran numero in Australia prima di essere dispiegate in Nuova Guinea. Gli Alleati passarono all'offensiva alla fine del 1942, con l'accelerazione dell'avanzata nel 1943. Dal 1944, l'esercito australiano fu principalmente relegato a ruoli sussidiari, ma continuò a condurre operazioni su larga scala fino alla fine della guerra.

### Malesia e Singapore
Dagli anni 1920, la pianificazione della difesa dell'Australia andò dominata dalla cosiddetta "strategia di Singapore", che prevedeva la costruzione e la difesa di un'importante base navale in loco dalla quale una grande flotta britannica avrebbe risposto all'aggressione giapponese nella regione. A tal fine, un'elevata percentuale di forze australiane in Asia si concentrò in Malesia durante il 1940 e il 1941, quando la minaccia rappresentata dal Giappone aumentò. Allo scoppio delle ostilità, le forze australiane in Malesia comprendevano l'8ª divisione (meno la 23ª brigata) sotto il comando del maggiore generale Gordon Bennett, quattro squadroni RAAF e otto navi da guerra. La RAAF divenne il primo servizio in azione nel Pacifico quando gli aerei australiani che seguivano il convoglio di invasione giapponese diretto in Malesia subirono fuoco nemico il 6 dicembre 1941. Le unità australiane parteciparono ai falliti tentativi del Commonwealth di scongiurare gli sbarchi nipponici, principalmente tramite gli aerei della RAAF che attaccarono le teste di ponte e la Vampire che fornì fuoco di supporto alla corazzata britannica Prince of Wales e all'incrociatore da battaglia Repulse durante il loro fallito tentativo di ostacolare la flotta d'invasione giapponese.

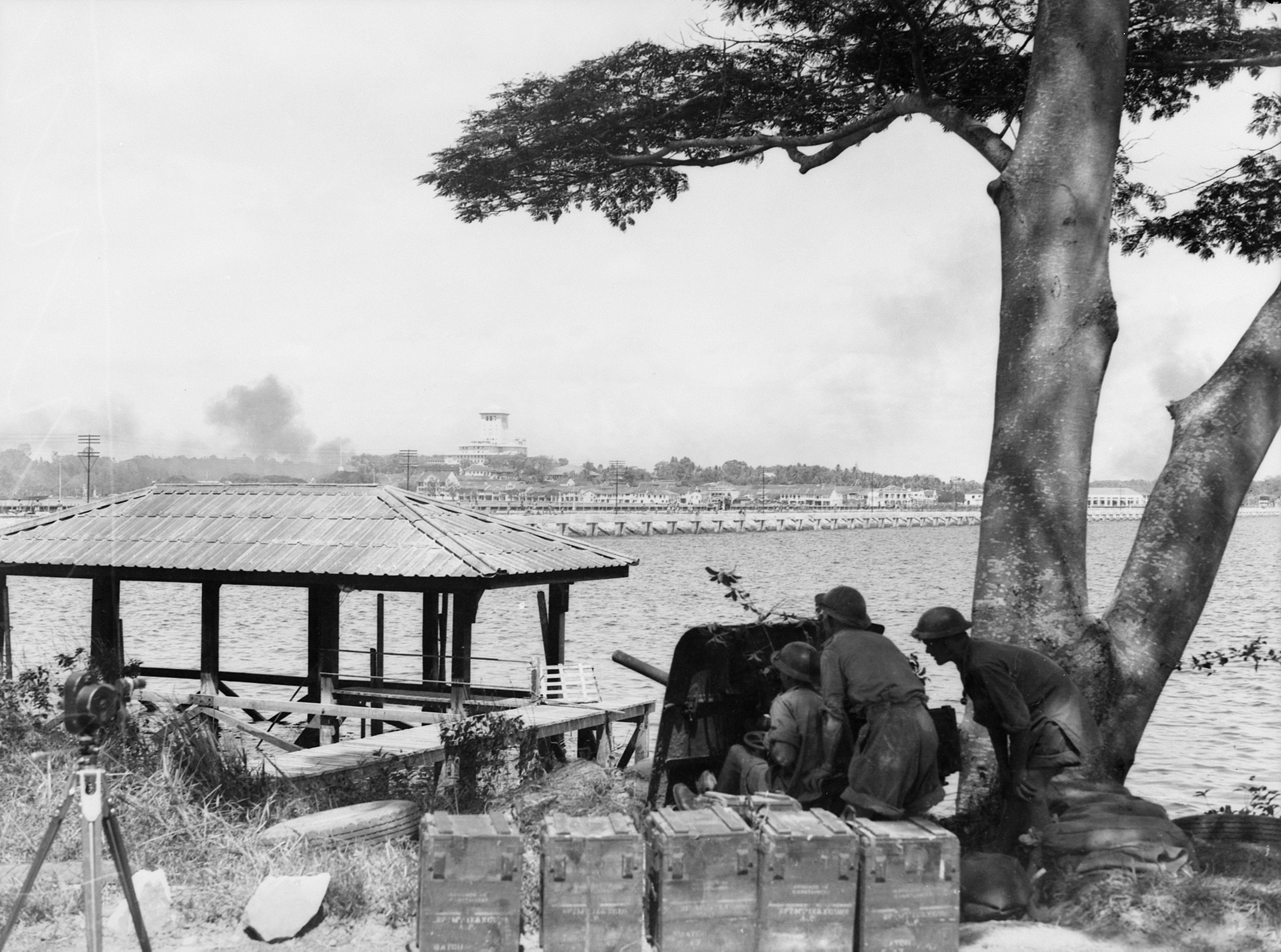
Artiglieri anticarro australiani che si affacciano sulla strada rialzata tra Singapore e la Malesia nel febbraio 1942

All'8ª divisione e alle sue unità annesse all'esercito indiano fu assegnato il compito di presidiare Johor, nel Sud della Malesia, che divenne teatro di guerra solo nella metà del gennaio del 1942, quando i primi gruppi di assalto nipponici si avvicinarono al sito. Il primo impegno bellico della divisione fu la battaglia di Muar, durante la quale la 25ª armata giapponese fu in grado di aggirare le posizioni del Commonwealth a causa del discutibile spiegamento delle truppe eseguito da Bennett, che aveva posto la debole 45ª brigata indiana a difesa del settore costiero cruciale e le brigate australiane con più esperienza nelle aree meno minacciate. Anche se le forze del Commonwealth a Johore ottennero una serie di vittorie su scala minore, non poterono fare altro che limitarsi a rallentare l'avanzata giapponese, subendo però pesanti perdite. I sopravvissuti alla fuga si ritirarono a Singapore nella notte tra il 30 e il 31 gennaio.
Dopo il ritiro a Singapore, l'8ª divisione venne schierata a difesa della costa nord-occidentale dell'isola. A causa delle morti subite a Johore, la quasi totalità delle unità della divisione si era numericamente ridotta della metà. Il comandante della fortezza di Singapore, il tenente generale Arthur Percival, credeva che i giapponesi sarebbero sbarcati sulla costa nord-orientale dell'isola e pertanto dislocò la 18ª divisione di fanteria inglese quasi a piena forza per presidiare questo settore. Lo sbarco giapponese sulle spiagge di Sarimbun l'8 febbraio avvenne proprio nel settore australiano, circostanza che costrinse l'8ª divisione ad abbandonare le sue posizioni dopo appena due giorni di pesanti combattimenti, constatata la superiorità del nemico. I fuggitivi non riuscirono nemmeno a respingere il nemico sulle spiagge di Kranji e si ritirarono al centro dell'isola. Dopo ulteriori combattimenti in cui le forze del Commonwealth dovettero ripiegare in uno stretto perimetro intorno all'area urbana di Singapore, gli uomini di Percival capitolarono il 15 febbraio. Dopo la resa 14 972 australiani furono fatti prigionieri, anche se alcuni elusero la cattura a bordo di imbarcazioni. Tra questi fuggitivi vi era il maggiore generale Bennett, il cui abbandono del comando fu giudicato come ingiustificato da due inchieste del dopoguerra. La perdita di quasi un quarto dei soldati australiani d'oltremare e il fallimento della strategia di Singapore, propedeutico per Canberra all'invio delle proprie truppe, suscitò sgomento nel popolo australiano.

### Indie orientali olandesi e Rabaul
Mentre il contributo dell'Australia ai piani prebellici per la difesa del Sud-est asiatico dall'aggressione giapponese si concentrò sulla Malesia e su Singapore, uno sparuto gruppo di unità fu dispiegato a presidio di diverse isole a nord della nazione oceanica. Il ruolo di queste unità appariva quello di difendere gli aeroporti strategici che potevano essere utilizzati per lanciare attacchi all'enorme isola. Dei distaccamenti di osservatori costieri rimasero altresì di stanza nell'arcipelago di Bismarck e nelle Isole Salomone per riferire di eventuali manovre nipponiche in quelle latitudini.

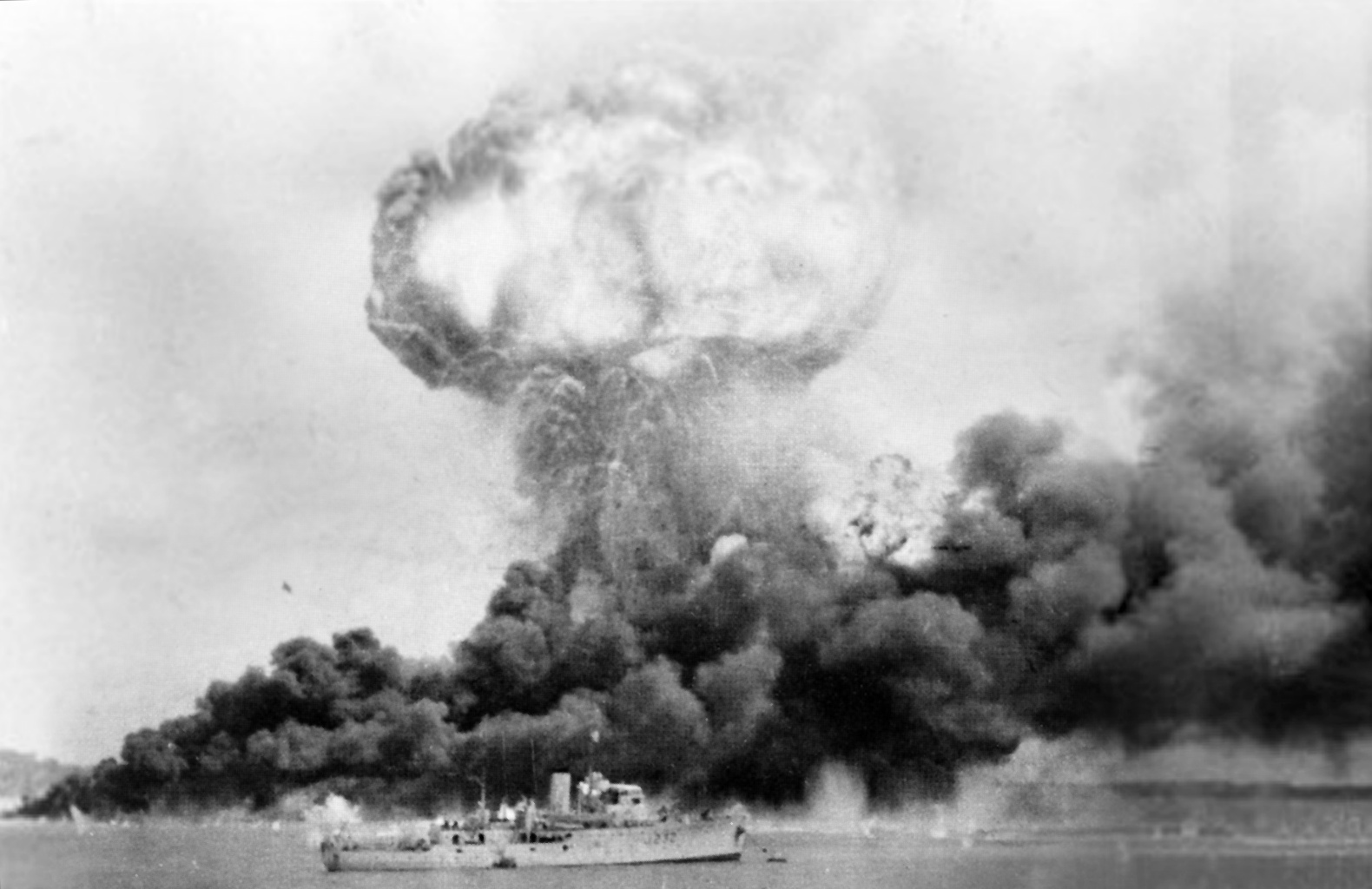
Un serbatoio di petrolio esplode durante il primo bombardamento aereo giapponese su Darwin il 19 febbraio 1942

All'inizio della guerra del Pacifico, la strategica città portuale di Rabaul, in Nuova Britannia, rientrava nella zona che avrebbe dovuto proteggere la Lark Force, un contingente composto da australiani esclusivamente per tutelare obiettivi specifici. Essa era composta dal 2/22º battaglione di fanteria dotato di alcuni mezzi di artiglieria e affiancato uno squadrone di bombardieri RAAF mal equipaggiato. Malgrado la Lark Force venisse considerata come inadeguata dall'esercito australiano, non risultò possibile rinforzarla prima che la 4ª flotta giapponese sbarcasse a Rabaul il 23 gennaio 1942. Le forze australiane, in pesante inferiorità numerica, furono rapidamente sconfitte nella battaglia che ne seguì e il grosso dei sopravvissuti si arrese nelle settimane successive allo scontro. Pochi membri della Lark Force sopravvissero alla guerra, poiché almeno 130 perirono per mano dei nipponici il 4 febbraio e 1 057 soldati australiani e prigionieri civili di Rabaul persero la vita quando la nave che li trasportava in Giappone, la Montevideo Maru, fu affondata dal sottomarino statunitense Sturgeon il 1º luglio 1942.
Le truppe dell'AIF furono inviate anche da Darwin nelle Indie orientali olandesi nelle prime settimane della guerra del Pacifico. I battaglioni rinforzati della 23ª brigata ricevettero il compito di giungere a Kupang, a Timor Ovest, e sull'isola di Ambon per presidiare le posizioni strategiche del luogo dall'attacco degli aggressori. La 2/2ª compagnia indipendente approdò a Dili, nel Timor portoghese, violando pertanto la neutralità del Portogallo. Quanto giunto ad Ambon fu battuto dai giapponesi che sbarcavano il 30 gennaio, con la resa successiva degli australiani avvenuta in data 3 febbraio 1942. Oltre 300 catturati furono successivamente uccisi dalle truppe imperiali nipponiche in una serie di esecuzioni di massa nel mese di febbraio. Mentre le forze a Koepang furono sconfitte dopo che i giapponesi vi sbarcarono il 20 e si arresero, i commando australiani diedero vita alla cosiddetta battaglia di Timor in terra portoghese fino al febbraio del 1943. La Voyager e la Armidale andarono perdute come risorse rispettivamente a settembre e dicembre 1942, mentre operavano in supporto dei commando.

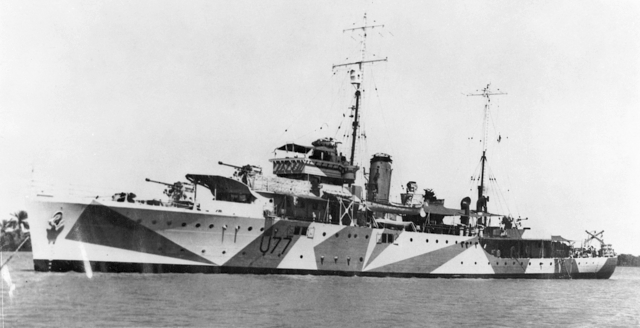
La HMAS Yarra

In vista dell'invasione giapponese di Giava, una forza di 242 portaerei e aerei terrestri causò il bombardamento di Darwin il 19 febbraio del 1942. All'epoca, Darwin costituiva un'importante base per le navi da guerra alleate e un punto di sosta per la spedizione di rifornimenti e rinforzi nelle Indie olandesi. L'attacco giapponese terminò con un successo e provocò la morte di 235 militari e civili, molti dei quali erano marinai alleati non australiani, oltre a gravi danni alla base della RAAF di Darwin e alle strutture portuali della città.
Diverse navi da guerra australiane, un'unità dell'esercito di 3 000 uomini e aerei di diversi squadroni della RAAF parteciparono alla sfortunata difesa di Giava quando i giapponesi invasero l'isola nel marzo 1942. La Perth rientrava nella forza navale principale del comando statunitense-britannico-olandese-australiano (American-British-Dutch-Australian Command o ABDACOM), uscita sconfitta dalla battaglia del Mare di Giava del 27 febbraio durante un tentativo di intercettare uno dei convogli d'invasione giapponesi. La Perth colò a picco il 1º marzo, quando lei e la Houston ingaggiarono la battaglia dello stretto della Sonda mentre cercavano di fuggire a Tjilatjap, sulla costa meridionale di Giava. Anche lo sloop Yarra fu affondato al largo della costa meridionale di Giava quando venne attaccato da tre incrociatori giapponesi mentre scortava un convoglio il 4 marzo. Altre navi da guerra australiane, tra cui l'incrociatore leggero Hobart e diverse corvette elusero i colpi nemici giungendo nelle acque delle Indie orientali olandesi. Un plotone dell'esercito composto da elementi della 7ª divisione apparteneva anche alle forze di terra dell'ABDACOM situate su Giava, ma vide poca azione prima di arrendersi a Bandung il 12 marzo, dopo che le forze olandesi sull'isola iniziarono a capitolare. Allo stesso modo, pure gli aerei della RAAF operanti dalle basi in Giava e in Australia parteciparono ai combattimenti e 160 membri dell'equipaggio di terra dello squadrone No. 1 della RAAF finirono prigionieri.
In seguito alla conquista delle Indie orientali olandesi, la principale forza portaerei della marina imperiale giapponese ebbe infine la possibilità di accedere all'oceano Indiano. Questa forza attaccò Ceylon all'inizio di aprile e la Vampire non resistette ai colpi ricevuti al largo di Trincomalee il 12 aprile mentre scortava la Hermes, anch'essa affondata. La 16ª e la 17ª brigata dell'esercito australiano facevano parte della guarnigione dell'isola al momento dell'incursione, ma non risultarono mai coinvolte dai combattimenti.

### Reclutamento di ulteriori truppe in Australia
Dopo la caduta di Singapore, Canberra e molti australiani temevano che Tokyo potesse invadere il continente oceanico. L'Australia non era preparata a contrastare un simile attacco, in quanto la RAAF non disponeva di aerei moderni e la RAN appariva troppo piccola e sbilanciata per contrastare la più pronta marina imperiale giapponese. Inoltre, l'esercito, sebbene numeroso, contava molte unità inesperte e peccava in termini di mobilità. In risposta a questa minaccia, la maggior parte dell'AIF tornò in Medio Oriente e il governo chiese aiuto a Washington. Il primo ministro britannico Winston Churchill tentò di deviare la 6ª e la 7ª divisione in Birmania mentre queste erano in viaggio per l'Australia, ma Curtin si rifiutò di autorizzare tale spostamento. Come frutto di un compromesso, due brigate della 6ª divisione sbarcarono a Ceylon e formarono parte della guarnigione dell'isola fino a quando non tornarono in Australia nell'agosto 1942.

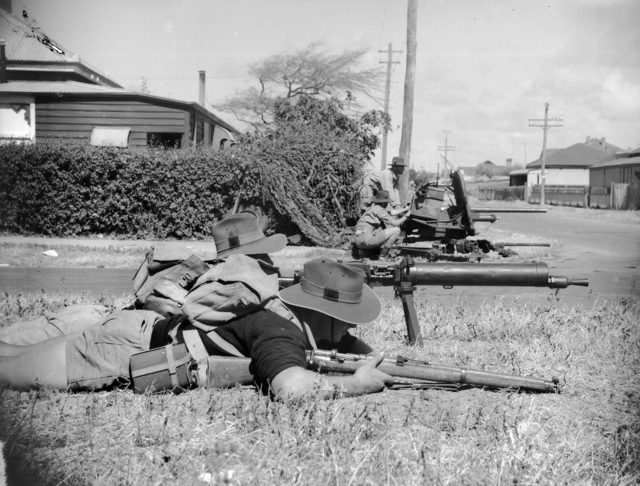
Soldati australiani partecipano a un'esercitazione a Geraldton, in Australia Occidentale, nell'ottobre del 1942

Il sensibile timore di un'invasione spronò Canberra a propendere per un piano di massiccia espansione dell'esercito australiano. A metà del 1942 l'esercito registrava dieci divisioni di fanteria, tre divisioni corazzate e centinaia di altre unità. Anche la RAAF e la RAN affrontarono un notevole ampliamento, sebbene ci vollero anni prima che tali servizi raggiungessero le cifre massime raggiunte in una fase successiva del conflitto. A causa dell'aumento della richiesta di manodopera, le restrizioni che vietavano ai non europei di arruolarsi nell'esercito cessarono di essere applicate dalla fine del 1941 e alla fine circa 3 000 aborigeni si arruolarono. La maggior parte di questo personale finì integrato in formazioni esistenti, ma si formò un piccolo numero di unità razzialmente segregate come il battaglione di fanteria leggera dello stretto di Torres. Si istituì inoltre un certo numero di piccole unità composte da indigeni australiani per pattugliare l'Australia settentrionale e intralciare le eventuali fasi di sbarco delle forze giapponesi; i membri di queste unità non ricevettero una paga o dei premi per il loro servizio fino al 1992. Migliaia di australiani non idonei al servizio militare risposero alla minaccia di attacco unendosi a organizzazioni ausiliarie come i corpi di difesa e degli osservatori aerei volontari, modellati rispettivamente sull'Home Guard e sui Royal Observer Corps britannici. La popolazione e la base industriale dell'Australia non erano sufficienti a mantenere l'esercito ampliato dopo che la minaccia d'invasione venne meno, ragion per cui le unità calarono progressivamente dal 1943, mentre solo 53 dei 73 squadroni della RAAF approvati dal governo furono effettivamente allestiti.
Nonostante i timori australiani, i giapponesi non pianificarono mai seriamente di invadere la loro isola. Sebbene il quartier generale generale imperiale avesse preso in considerazione un'invasione nel febbraio 1942, questa fu giudicata al di là delle capacità dell'esercito nipponico e il progetto si arenò. Alla ricerca di una soluzione alternativa, nel marzo del 1942, Tokyo adottò una strategia volta a isolare l'Australia dagli Stati Uniti catturando Port Moresby in Nuova Guinea e le Isole Salomone, le Figi, le Samoa e la Nuova Caledonia. Tale piano incontrò una battuta d'arresto dopo la disfatta nella battaglia del Mar dei Coralli e fu rinviato a tempo indeterminato dopo quella delle Midway. Mentre queste battaglie ponevano fine alla minaccia per l'Australia, Canberra continuò a considerare verosimile un'invasione nemica fino alla metà del 1943.

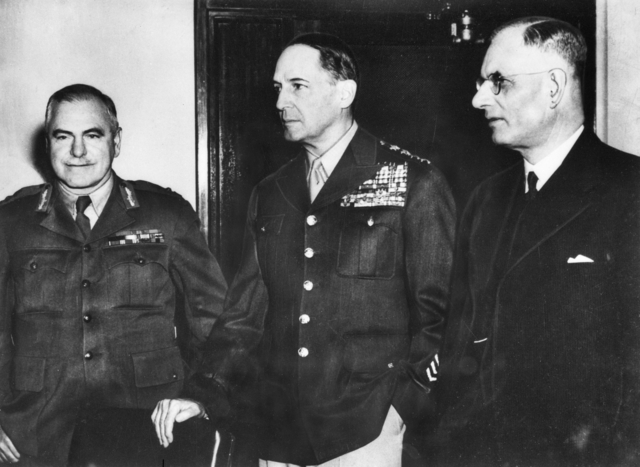
MacArthur con Blamey e il primo ministro Curtin nel marzo 1942

Il crollo della potenza britannica nel Pacifico portò anche l'Australia a riorientare la sua politica estera e militare verso gli USA. Curtin dichiarò nel dicembre 1941 che "L'Australia guarda all'America, terra scevra da qualsiasi dolore derivante dai nostri tradizionali legami o affinità con il Regno Unito". Nel febbraio del 1942, Washington e Londra concordarono che l'Australia sarebbe diventata una responsabilità strategica degli Stati Uniti e dello squadrone ANZAC creato appositamente per difendere il continente australiano. Nel mese di marzo, il generale Douglas MacArthur arrivò in Australia dopo essere fuggito dalle Filippine e assunse il comando del teatro del Pacifico sud-occidentale. Ogni unità da combattimento dell'esercito australiano in quest'area ricadde sotto la responsabilità di MacArthur e questi sostituì i capi di stato maggiore australiani in veste di principale tramite di consulenza militare del governo di Canberra fino alla fine della guerra. Il generale australiano Thomas Blamey fu nominato comandante delle forze di terra alleate, ma MacArthur non gli permise di dirigere le forze statunitensi. MacArthur rigettò pure la richiesta del capo di stato maggiore americano, il generale George Marshall di nominare australiani in ruoli di rilievo nel suo quartier generale. Nonostante qualche lieve frizione, la collaborazione tra Curtin e MacArthur si rivelò vantaggiosa per l'Australia tra il 1942 e il 1944, in quanto MacArthur poté agevolmente comunicare le richieste di assistenza australiane al governo degli Stati Uniti.
Un gran numero di personale militare degli USA era operativo in Australia durante i primi anni della guerra del Pacifico. Le prime unità statunitensi arrivarono in Australia all'inizio del 1942 e quasi 1 milione di persone statunitensi attraversò l'Australia durante la guerra. Molte basi militari americane furono costruite nell'Australia settentrionale durante il 1942 e il 1943 e l'isola oceanica rimase un'importante fonte di rifornimenti per le forze statunitensi nel Pacifico fino alla fine della guerra. Sebbene le relazioni tra australiani e americani si rivelarono generalmente buone, si verificarono comunque alcuni conflitti tra i soldati statunitensi e australiani, come nel caso della battaglia di Brisbane. Inoltre, il governo australiano accettò solo con riluttanza la presenza di truppe afroamericane.

### Campagna di Papua
Le forze giapponesi sbarcarono per la prima volta sulla terraferma della Nuova Guinea l'8 marzo 1942, quando invasero Lae e Salamaua per assicurarsi le basi per la difesa dell'importante base che stavano ultimando a Rabaul. I guerriglieri australiani dei fucilieri volontari stabilirono posti di osservazione intorno alle teste di ponte giapponesi e la 2/5ª compagnia indipendente fece irruzione con successo a Salamaua il 29 giugno.

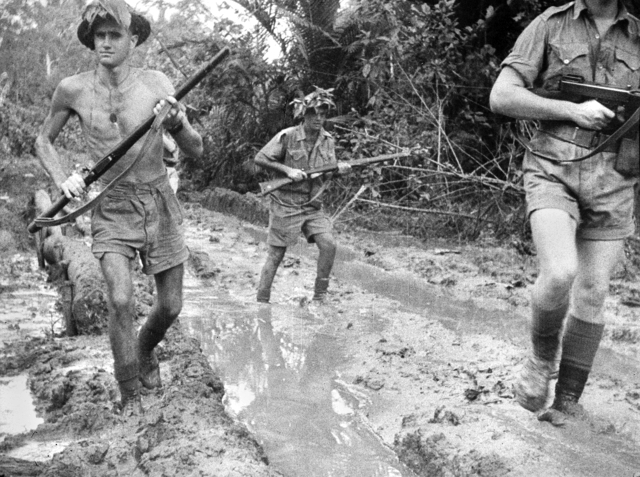
Truppe australiane nella baia di Milne

Dopo che la battaglia del Mar dei Coralli vanificò il piano giapponese di catturare Port Morseby tramite uno sbarco anfibio, i nipponici provarono a espugnare la città facendo sbarcare dei propri uomini a Buna, sulla costa settentrionale della Papuasia, e avanzando via terra lungo il sentiero di Kokoda, sugli impervi monti Owen Stanley. La campagna della pista di Kokoda iniziò il 22 luglio, momento in cui i giapponesi iniziarono la loro avanzata contrastati da una brigata di riservisti australiani mal preparata nota sotto la denominazione di Maroubra Force. Tale gruppo riuscì a ritardare i progressi degli avversari, ma non fu in grado di fermarli. Due battaglioni dell'esercito regolare australiano della 7ª divisione rinfoltirono quanto sopravvissuto della Maroubra Force il 26 agosto, ma i giapponesi continuarono a guadagnare terreno e raggiunsero il villaggio di Ioribaiwa, vicino a Port Moresby, il 16 settembre. Nel medesimo giorno, tuttavia, i nipponici dovettero abbandonare il sentiero per problemi di approvvigionamento che resero impossibile qualsiasi ulteriore avanzata e perché si temeva un contrattacco alleato a Buna. Le forze australiane inseguirono i giapponesi lungo la pista di Kokoda e li costrinsero a spingersi in una piccola testa di ponte sulla costa settentrionale di Papua all'inizio di novembre. Le operazioni alleate divennero effettuabili grazie ai nativi papuani reclutati dall'unità amministrativa australiana della Nuova Guinea, la quale, spesso ricorrendo alla forza per convincere i locali a unirsi ai combattimenti, consentì di trasportare rifornimenti ed evacuare il personale ferito. La RAAF e l'USAAF svolsero un ruolo importante durante la campagna attaccando le linee di rifornimento della forza giapponese e consentendo forniture per via aerea alle unità dell'esercito australiano.

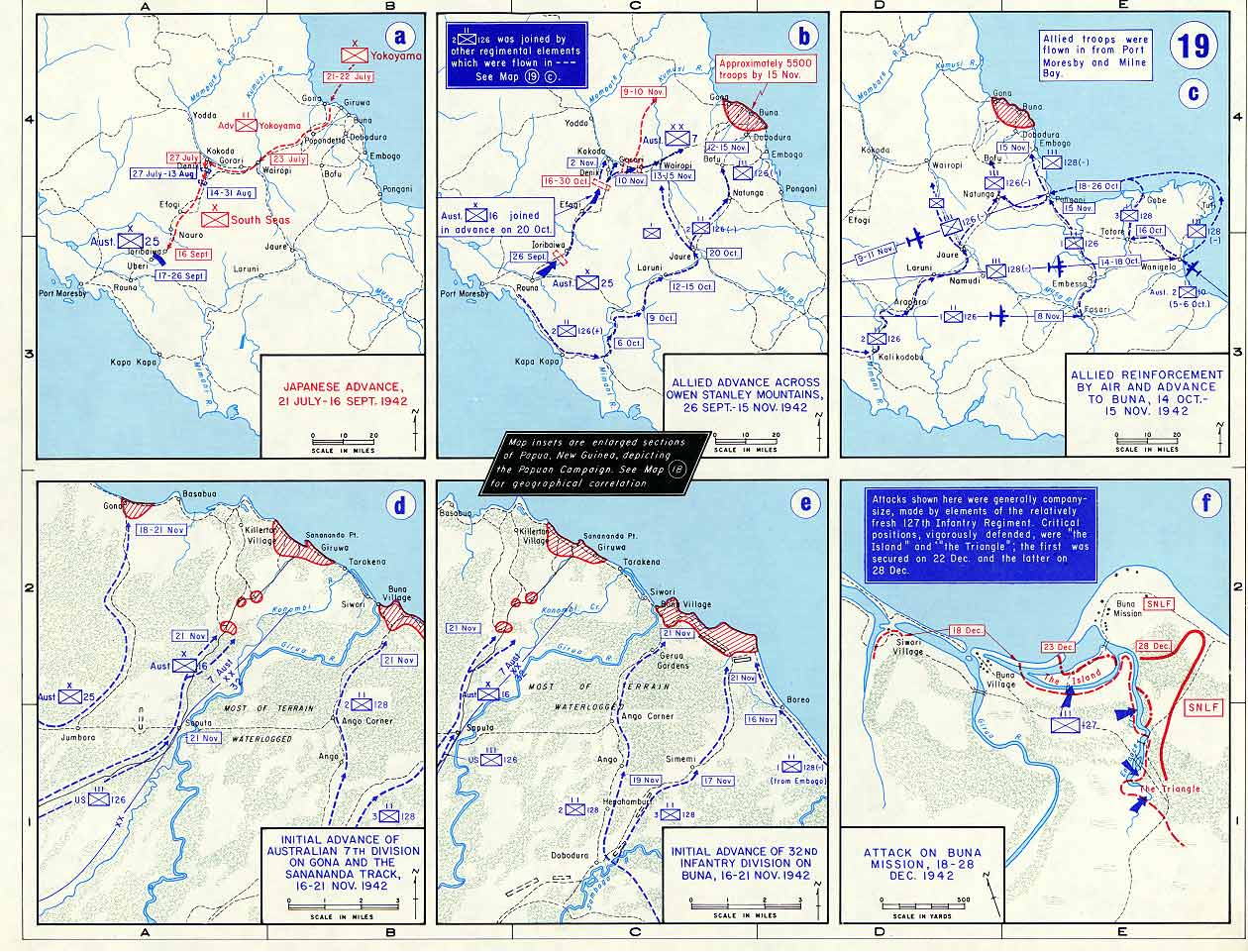
Le campagne di Kokoda e di Buna-Gona

Ai risultati positivi precedenti si unì il respingimento degli assalitori dell'area strategica della baia di Milne nell'agosto 1942. Durante la schermaglia che ne seguì, due brigate di truppe australiane, designate Milne Force, supportate da due squadroni di caccia della RAAF e da ingegneri dell'esercito americano sconfissero un contingente di invasione giapponese minore composto da forze speciali da sbarco. Si trattò della prima sconfitta di grande spessore riportata sulla terra dagli imperiali e ciò risollevò il morale degli Alleati nel teatro del Pacifico.
Le forze australiane e statunitensi attaccarono la testa di ponte giapponese a Papua alla fine del novembre del 1942, catturandola solo dopo due mesi più tardi. La fazione alleata comprendeva la 7ª divisione, esausta a causa della sequela di lotte che l'avevano vista partecipe, e la 32ª divisione di fanteria statunitense, che era inesperta, mal addestrata e a corto di artiglieria e rifornimenti. A causa della mancanza di armi di supporto e dell'insistenza di MacArthur e Blamey per una rapida avanzata, le tattiche alleate durante la battaglia si concentrarono sugli assalti della fanteria alle fortificazioni giapponesi. Ciò provocò gravi perdite e l'area non poté dirsi messa in sicurezza se non il 22 gennaio del 1943. Durante i combattimenti a Papua, la maggior parte del personale australiano catturato dalle truppe giapponesi fu assassinato. Ciò acuì un sentimento di vendetta nei soldati australiani, che cercarono in alcune occasioni con aggressività di uccidere i loro avversari, trucidando vari catturati nipponici.

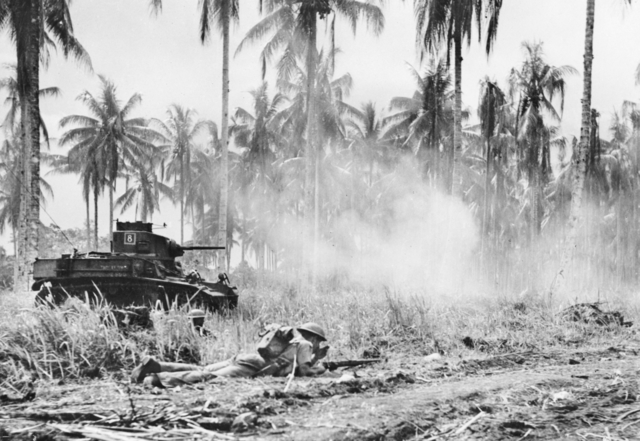
Carri armati leggeri e fanteria australiani impegnati in azione a Buna

Dopo le sconfitte a Papua e a Guadalcanal, i giapponesi si ritirarono in un perimetro difensivo nel Territorio della Nuova Guinea. Al fine di garantire le loro importanti basi a Lae e Salamaua, l'esercito nipponico tentò di catturare Wau nel gennaio del 1943. I rinforzi dei difensori fatti atterrare in città sconfissero gli assalitori nella sua periferia a seguito di cruenti combattimenti. La forza giapponese iniziò a ritirarsi verso la costa il 4 febbraio. Dopo la disfatta di Wau, i giapponesi tentarono di rinforzare Lae in preparazione di un'attesa offensiva alleata nell'area. Tale piano si concluse in un disastro quando, durante la battaglia del Mare di Bismarck, un convoglio di truppe fu sbaragliato dagli aerei dell'USAAF e della RAAF della Fifth Air Force statunitense e del gruppo No. 9 australiano causando circa 3 000 vittime.
La campagna di Papua portò a una significativa riforma nella composizione dell'esercito australiano. Durante la campagna, la restrizione che vietava al personale dei volontari di prestare servizio al di fuori del territorio australiano ostacolò la pianificazione militare e causò tensioni tra l'esercito regolare e i gruppi di guerriglieri. Alla fine del 1942 e all'inizio del 1943, Curtin superò l'opposizione all'interno del Partito Laburista per estendere i confini geografici in cui i coscritti potevano servire per includere la maggior parte del Pacifico sud-occidentale e il provvedimento legislativo in questione vide l'approvazione nel gennaio del 1943. L'11ª brigata risultò l'unica formazione dei guerriglieri non regolari a servire al di fuori del territorio australiano, anche se solo quando rientrò nella Merauke Force durante il 1943 e il 1944.

### Attacchi agli australiani

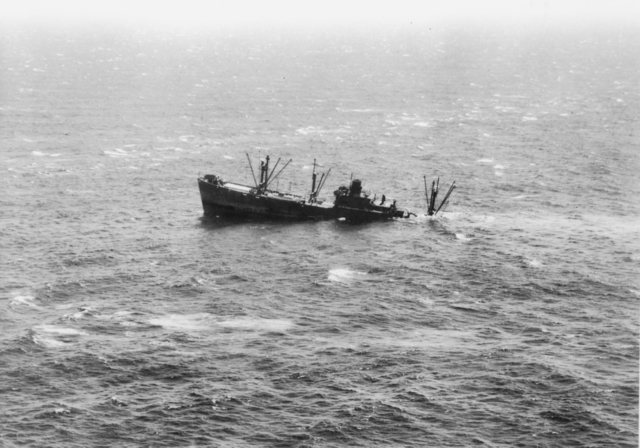
Una nave da trasporto Liberty che affonda dopo essere stata attaccata dal sottomarino giapponese I-21 vicino a Port Macquarie nel febbraio del 1943

Il piano giapponese di protezione della Nuova Guinea passava per una prolungata offensiva sottomarina contro le linee di comunicazione alleate tra gli Stati Uniti e l'Australia e l'Australia e la Nuova Guinea. Questi non furono i primi attacchi navali dell'Asse all'Australia, poiché tra il 1940 e il 1941 cinque incrociatori ausiliari tedeschi operarono in acque australiane in diversi momenti. I nazisti non riuscirono a interrompere la navigazione mercantile australiana, sebbene la Sydney affondò con la perdita del suo intero equipaggio di 645 uomini nel novembre 1941 in una lotta con l'incrociatore ausiliario tedesco Kormoran al largo della costa dell'Australia Occidentale.
Dopo la sconfitta della flotta di superficie giapponese, Tokyo dispiegò i sottomarini allo scopo di interrompere le linee di rifornimento alleate attaccando le navi al largo della costa orientale australiana. Questa campagna iniziò con un attacco al porto di Sydney terminato con un insuccesso nella notte del 31 maggio 1942. In seguito a quest'aggressione, i sottomarini giapponesi operarono lungo la costa orientale australiana fino all'agosto del 1942, causando l'affondamento di otto navi mercantili. L'offensiva sottomarina riprese nel gennaio del 1943 e continuò fino a giugno, con il risultato che altre 15 navi baciarono il fondale al largo della costa orientale. I naufragi del 1943 includevano la nave di soccorso della Centaur, silurata al largo del Queensland il 14 maggio con 268 morti. I giapponesi non condussero ulteriori assalti come nel passato contro la maggiore isola oceanica dopo il giugno del 1943, poiché i mezzi subacquei erano necessari per contrastare le offensive alleate in altre aree del Pacifico. Un solo sottomarino tedesco, l'U-862, operò nell'oceano Pacifico durante la guerra, navigando al largo della costa australiana e della Nuova Zelanda nel dicembre del 1944 e nel gennaio del 1945. L'U-862 affondò due navi in acque australiane prima di tornare a Batavia.
Considerevoli risorse militari australiane e alleate furono dedicate alla protezione delle navi e dei porti dai sottomarini e dalle navi da guerra dell'Asse. Ad esempio, la RAN scortò oltre 1 100 convogli costieri, l'esercito istituì delle difese costiere per proteggere i porti precipui e un'alta percentuale degli squadroni operativi della RAAF operò con il compito proteggere le imbarcazioni in diversi frangenti. Tuttavia, l'impiego di queste unità per compiti difensivi e le perdite di navi nelle acque australiane non ebbero un serio impatto sull'economia australiana o sullo sforzo bellico degli Alleati.

### Offensiva in Nuova Guinea
Neutralizzata l'avanzata giapponese, le forze alleate passarono all'offensiva attraverso il Sud-ovest del Pacifico dalla metà del 1943. Le forze australiane giocarono un ruolo non trascurabile nelle manovre di attacco, designate sotto il nome di Operazione Cartwheel. In particolare, il generale Blamey supervisionò una serie di fruttuosi scontri intorno alla punta nord-orientale della Nuova Guinea, che "hanno rappresentato il culmine dell'esperienza australiana in termini di comando e di gestione" durante la guerra.

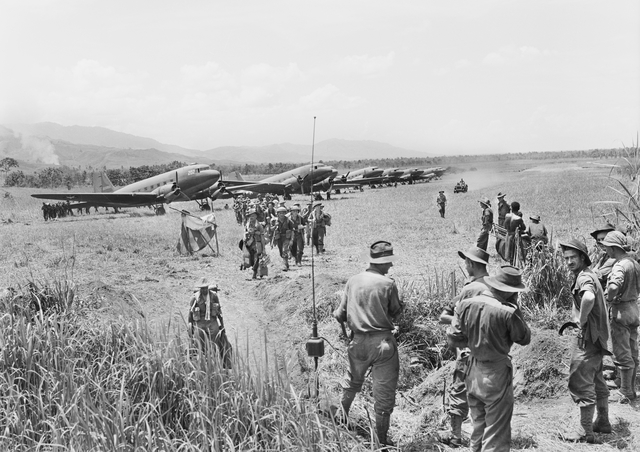
Le truppe del 2/16º battaglione sbarcano da un aereo da trasporto classe Dakota a Kaiapit

Dopo la vittoriosa difesa di Wau, la 3ª divisione australiana cominciò ad avanzare verso Salamaua nell'aprile del 1943. L'avanzata fu organizzata per distogliere l'attenzione da Lae, ovvero uno degli obiettivi principali dell'operazione Cartwheel, e procedette a rilento. Alla fine di giugno, la 3ª divisione poté beneficiare dei rinforzi costituiti dalla 162ª squadra di combattimento del reggimento statunitense, autrice di uno sbarco anfibio a sud di Salamaua, nella cosiddetta baia di Nassau. La città capitolò infine in data 11 settembre 1943. Giorni prima della caduta, le forze a guida australiana misero in atto una manovra a tenaglia per catturare Lae. Il 4 settembre, la 9ª divisione eseguì uno sbarco anfibio verso la zona orientale dell'insediamento e iniziò ad avanzare verso ovest. Il giorno seguente, il 503º reggimento di fanteria statunitense si paracadutò incontrastato a Nadzab, appena a ovest di Lae. Una volta che le forze aviotrasportate si assicurarono l'aeroporto di Nadzab, la 7ª divisione fu trasportata in volo e diede il via all'avanzamento verso est di pari passo con la 9ª divisione per catturare Lae. La "gara" a chi arrivasse prima fu vinta dalla 7ª divisione, che espugnò Lae il 15 settembre. I giapponesi a Salamaua e Lae patirono ingenti perdite durante questa campagna, ma riuscirono comunque a fuggire a settentrione.

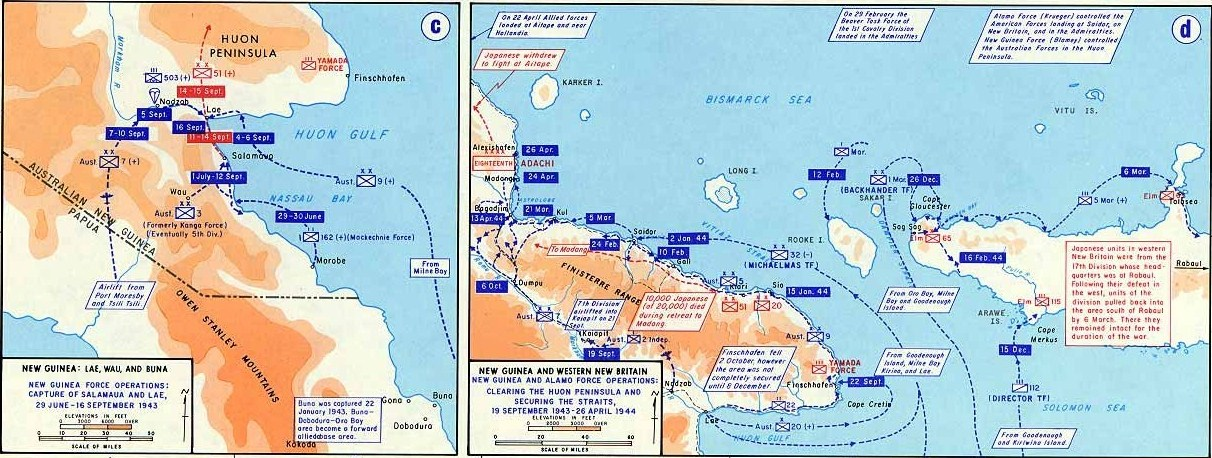
Sviluppo dell'Operazione Cartwheel in Nuova Guinea e Nuova Britannia occidentale

Dopo la caduta di Lae, la 9ª divisione ricevette l'ordine di conquistare la penisola di Huon. La 20ª brigata sbarcò vicino al porto strategico di Finschhafen il 22 settembre 1943, e si assicurò in fretta l'area. I nipponici risposero inviando la 20ª divisione via terra in loco e il resto della 9ª divisione dovette gradualmente affiancare la 20ª brigata per eseguire il futuro contrattacco. I giapponesi si scagliarono contro il loro nemico a metà ottobre, ma la 9ª divisione prevalse dopo estenuanti combattimenti. Durante la seconda metà di novembre, gli attaccanti conquistarono le colline nell'entroterra di Finschhafen nella battaglia di Sattelberg. Dopo la vittoria, la 20ª divisione si ritirò lungo la costa con la 9ª divisione e la 4ª brigata a supporto a Sio. Ad accrescere il risultato già ottenuto con l'allontanamento dei nipponici furono i ritrovamenti dell'intelligence alleata, poiché gli ingegneri australiani ritrovarono l'elenco completo dei cifrari abbandonato dai nemici in ritirata. Questi documenti portarono a una svolta crittoanalitica che permise a MacArthur di accelerare la sua aggirando le difese giapponesi.

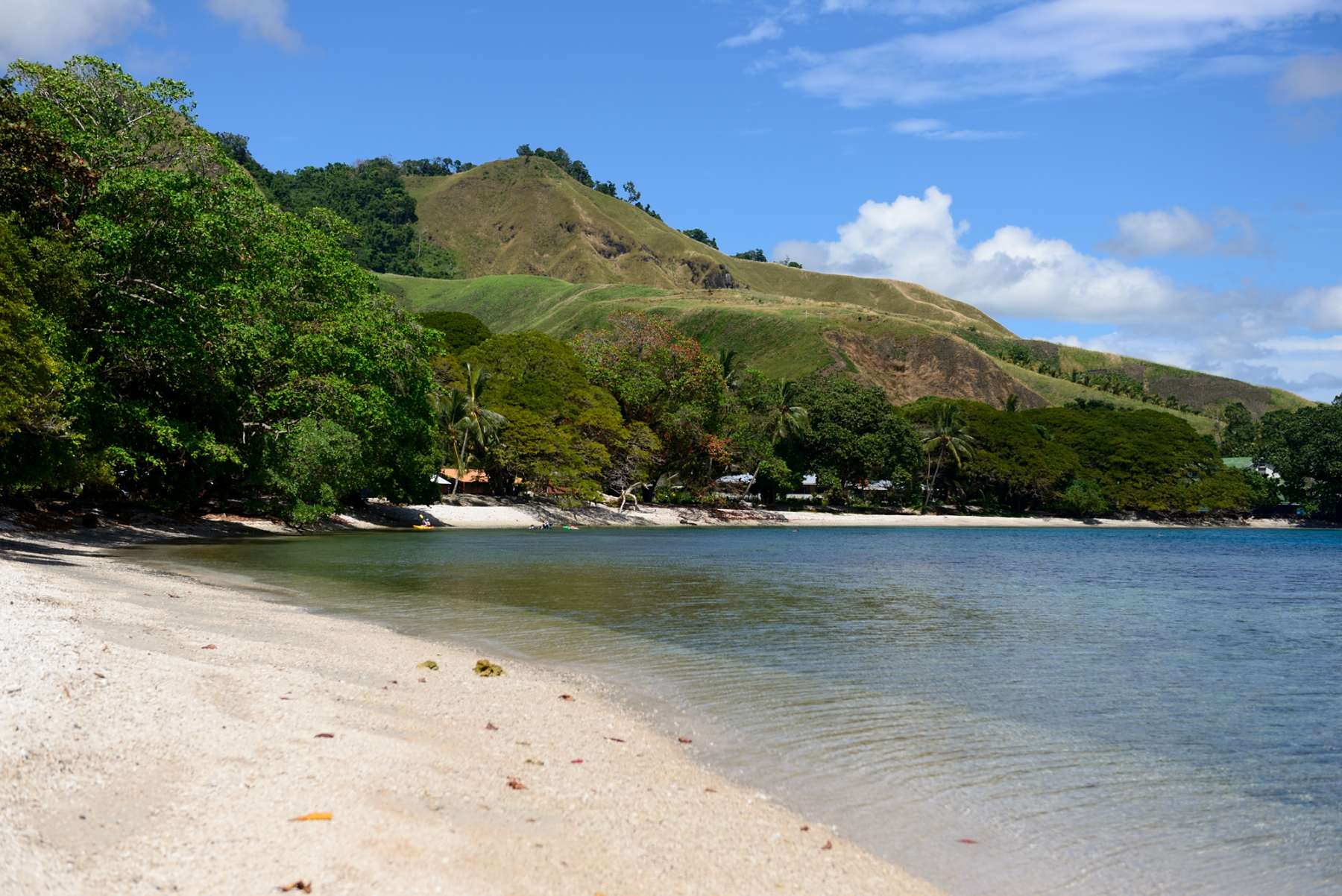
Spiaggia di Guadalcanal, l'isola che fu testimone dell'omonima e celebre battaglia

Mentre la 9ª divisione si assicurava la regione costiera della penisola di Huon, la 7ª divisione scacciò i giapponesi dall'entroterra dei monti Finisterre. La campagna che ne seguì partì il 17 settembre, quando la 2/6ª compagnia indipendente atterrò in aereo nella valle di Markham. La compagnia surclassò un numericamente maggiore contingente giapponese a Kaiapit e si assicurò una pista di atterraggio che sfruttarono la 21ª e la 25ª divisione di brigata. Grazie a una strategia particolarmente aggressiva, gli australiani costrinsero i giapponesi a lasciare le posizioni spingendosi in un terreno estremamente accidentato e, nel gennaio del 1944, la divisione iniziò il suo attacco alla posizione chiave nella battaglia dei monti Shaggy. La cresta andò conquistata entro la fine di gennaio, con la RAAF che garantì un essenziale supporto. A seguito di questo evento, i nipponici si ritirarono dai monti Finisterre e le truppe australiane si unirono alle pattuglie americane da Saidor il 21 aprile e si assicurarono Madang il 24 aprile.
Oltre ad affiancare le operazioni dell'esercito sulla terraferma della Nuova Guinea, la RAN e la RAAF presero parte alle offensive nelle Isole Salomone. Il coinvolgimento cominciò nell'agosto del 1942 quando entrambi gli incrociatori pesanti della RAN, l'Australia e il Canberra, supportarono lo sbarco a Guadalcanal. La notte dopo lo sbarco, il Canberra fu affondato durante la battaglia dell'isola di Savo e la RAN non ebbe più alcun ruolo nella campagna di Guadalcanal. Gli aerei della RAAF affiancarono diversi sbarchi dell'esercito e della marina degli Stati Uniti durante il 1943 e il 1944 e un'unità radar della RAAF partecipò alla cattura di Arawe. Gli incrociatori australiani Australia e Shropshire e i cacciatorpediniere Arunta e Warramunga fornirono fuoco di supporto per la 1ª divisione di Marina statunitense durante la lotta per Capo Gloucester e la 1ª divisione di cavalleria statunitense nell'ambito della campagna delle Isole dell'Ammiragliato tra la fine del 1943 e l'inizio del 1944. Lo sbarco a Capo Gloucester si rivelò inoltre la prima operazione in cui trovò impiego il trasporto anfibio Westralia.

### Campagna nord-occidentale

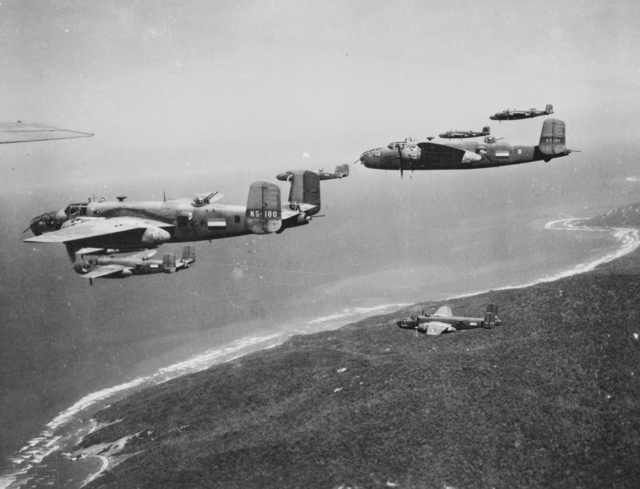
Bombardieri B-25 Mitchell dello squadrone No. 18 vicino a Darwin nel 1943, uno dei tre formati da elementi australiani e olandesi durante la guerra

L'attacco a Darwin nel febbraio del 1942 segnò l'inizio di una prolungata campagna aerea sull'Australia settentrionale e sulle Indie orientali olandesi occupate dai giapponesi. Dopo il primo attacco a Darwin, gli Alleati schierarono rapidamente squadroni di caccia e rinforzarono la Northern Territory Force dell'esercito per proteggere la città da una temuta invasione. Queste unità aeree attaccarono anche le posizioni giapponesi nelle Indie orientali olandesi e i nipponici risposero organizzando decine di incursioni sorvolando minacciosamente Darwin e aeroporti vicini durante il 1942 e 1943, poche delle quali causarono danni significativi. Questi assalti furono contrastati dai combattenti statunitensi, australiani e britannici, i quali respinsero con sempre maggiore fortuna gli aggressori man mano che le difese di Darwin miglioravano in termini di qualità. Durante il 1942 e il 1943, i giapponesi condussero anche una serie di attacchi infruttuosi e scala minore in direzione di città e aeroporti nel Queensland settentrionale e nell'Australia Occidentale.
Mentre nell'Australia settentrionale non si registrarono più azioni militari alla fine del 1943, l'offensiva aerea alleata continuò fino alla fine della guerra. Negli ultimi mesi del 1942, le bombe raggiunsero Timor agevolando i guerriglieri australiani che vi operavano. Dall'inizio del 1943, i bombardieri pesanti statunitensi operarono contro obiettivi giapponesi nelle Indie orientali olandesi da basi collocate vicino a Darwin. L'offensiva aerea alleata si intensificò dal giugno 1943, al fine di distogliere le forze giapponesi dalla Nuova Guinea e dalle Salomone e coinvolse unità di bombardieri australiani, olandesi e statunitensi. L'attività proseguì fino alla fine della guerra, con i bombardieri pesanti statunitensi sostituiti dagli squadroni australiani a bordo di B-24 Liberator alla fine del 1944. Da quest'ultimo anno, anche diversi squadroni della RAAF che volavano su PBY Catalina sfruttarono Darwin come quartier generale e da lì condussero svariate missioni nel Sud-est asiatico.

### Avanzamento nelle Filippine
Il ruolo dell'esercito australiano nel Pacifico sudoccidentale diminuì durante il 1944. Nella seconda metà del 1943, il governo australiano decise, con l'accordo di MacArthur, che le dimensioni dell'esercito sarebbero state ridotte per liberare della manodopera per l'industria bellica che doveva rifornire la Gran Bretagna e le forze statunitensi nel Pacifico. Il ruolo principale dell'Australia nello sforzo bellico degli Alleati da quel punto in avanti riguardò la fornitura agli altri combattenti di cibo, materiali ed equipaggiamenti necessari per la prosecuzione della lotta al Giappone. Come risultato di questa politica, le unità disponibili per le operazioni offensive furono fissate a sei divisioni di fanteria (tre divisioni dell'esercito regolare e tre dei guerriglieri) e due brigate corazzate. La dimensione della RAAF raggiunse quota 53 squadroni e la marina fu limitata alle navi in servizio o la cui costruzione appariva in corso. All'inizio del 1944, tutte le divisioni dell'esercito tranne due si ritirarono nell'altopiano Atherton, nel Queensland settentrionale, per l'addestramento e la riabilitazione di chi ne avesse bisogno. Diversi nuovi battaglioni di truppe australiane della Papuasia e della Nuova Guinea furono formati durante il 1944 e organizzati nel reggimento delle isole del Pacifico (Royal Pacific Islands Regiment), subentrando in gran parte ai battaglioni dell'esercito australiano sciolti durante l'anno. Tali truppe avevano visto l'azione a fianco delle unità australiane durante la campagna della Nuova Guinea.

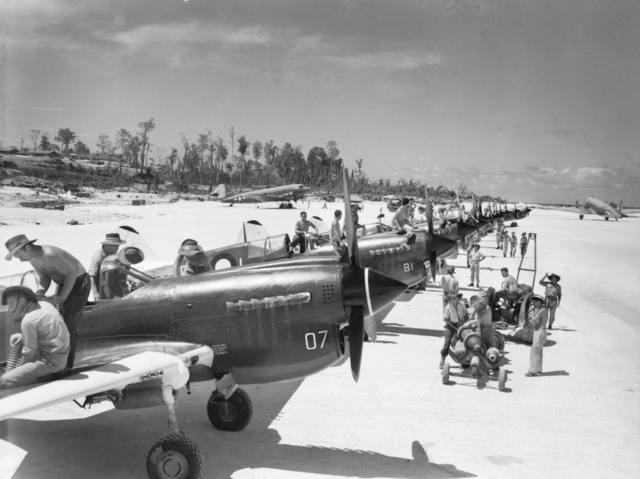
Lo squadrone No. 80 a Noemfoor nel novembre del 1944

Dopo la liberazione della maggior parte della Nuova Guinea australiana, la RAAF e la RAN parteciparono alla campagna della Nuova Guinea occidentale a guida USA, nata al fine di garantire la presenza di basi da utilizzare per avviare la liberazione delle Filippine. Le navi da guerra australiane e gli squadroni di caccia, i bombardieri e i costruttori dei campi di aviazione del 10º gruppo operativo della RAAF parteciparono alla presa di Hollandia, Biak, Noemfoor e Morotai. Dopo che la Nuova Guinea occidentale fu resa sicura, il 10º gruppo operativo andò ribattezzato come prima forza tattica aerea (First Tactical Air Force o 1TAF) e agì come protettrice del fianco nell'avanzata alleata attaccando le posizioni giapponesi nelle Indie orientali olandesi e svolgendo altri compiti di guarnigione. Le perdite patite durante l'esecuzione di incarichi relativamente poco importanti portarono a un calo del morale e contribuirono all'ammutinamento di Morotai nell'aprile del 1945.
Alla liberazione delle Filippine parteciparono pure elementi della RAN e della RAAF, così come quattro navi da guerra australiane e i trasporti d'assalto Kanimbla, Manoora e Westralia, insieme a una serie di navi da guerra più piccole e navi di supporto nello sbarco statunitense a Leyte il 20 ottobre 1944. Fonti del Paese oceanico affermano che l'Australia divenne la prima nave alleata a essere colpita da un kamikaze quando fu attaccata durante questo operazione il 21 ottobre, anche se questa insinuazione è stata contestata dallo storico statunitense Samuel Eliot Morison. Le navi australiane coinvolte nella battaglia del Golfo di Leyte risultarono la Shropshire e la Arunta, le quali ingaggiano le navi nemiche anche durante gli scontri nello stretto di Surigao del 25 ottobre. La forza navale australiana non mancò nemmeno all'invasione del golfo di Lingayen, avvenuta nel gennaio del 1945; in quel frangente, l'Australia fu colpita da altri cinque kamikaze, responsabili della morte di 44 membri dell'equipaggio che la costrinsero a ritirarsi per eseguire importanti riparazioni. Le navi della RAN scortarono inoltre i convogli di rifornimento statunitensi diretti nelle Filippine. Delle forze di intelligence sbarcarono nelle Filippine e affiancarono le manovre degli statunitensi lì, con la 1TAF che sorvolò le isole meridionali dell'arcipelago dalle basi nelle Indie orientali olandesi e in Nuova Guinea.
Mentre l'esecutivo di Canberra autorizzò MacArthur a trasferire il I corpo a Leyte e Luzon qualora ce ne fosse stato bisogno, tali uomini non furono mai richiesti per intervenire nella liberazione di queste isole. Il prolungato periodo di relativa inattività dell'esercito durante il 1944 portò alla preoccupazione dell'opinione pubblica e molti australiani credevano che l'aeronautica dovesse essere smobilitata se non risultava funzionale a nuove operazioni offensive. Poiché seguire una simile strada avrebbe messo in cattiva luce il governo, Canberra si ingegnò nel cercare nuovi scenari in cui le truppe potessero trovare impiego.

### Rastrellamento in Nuova Guinea e nelle Salomone

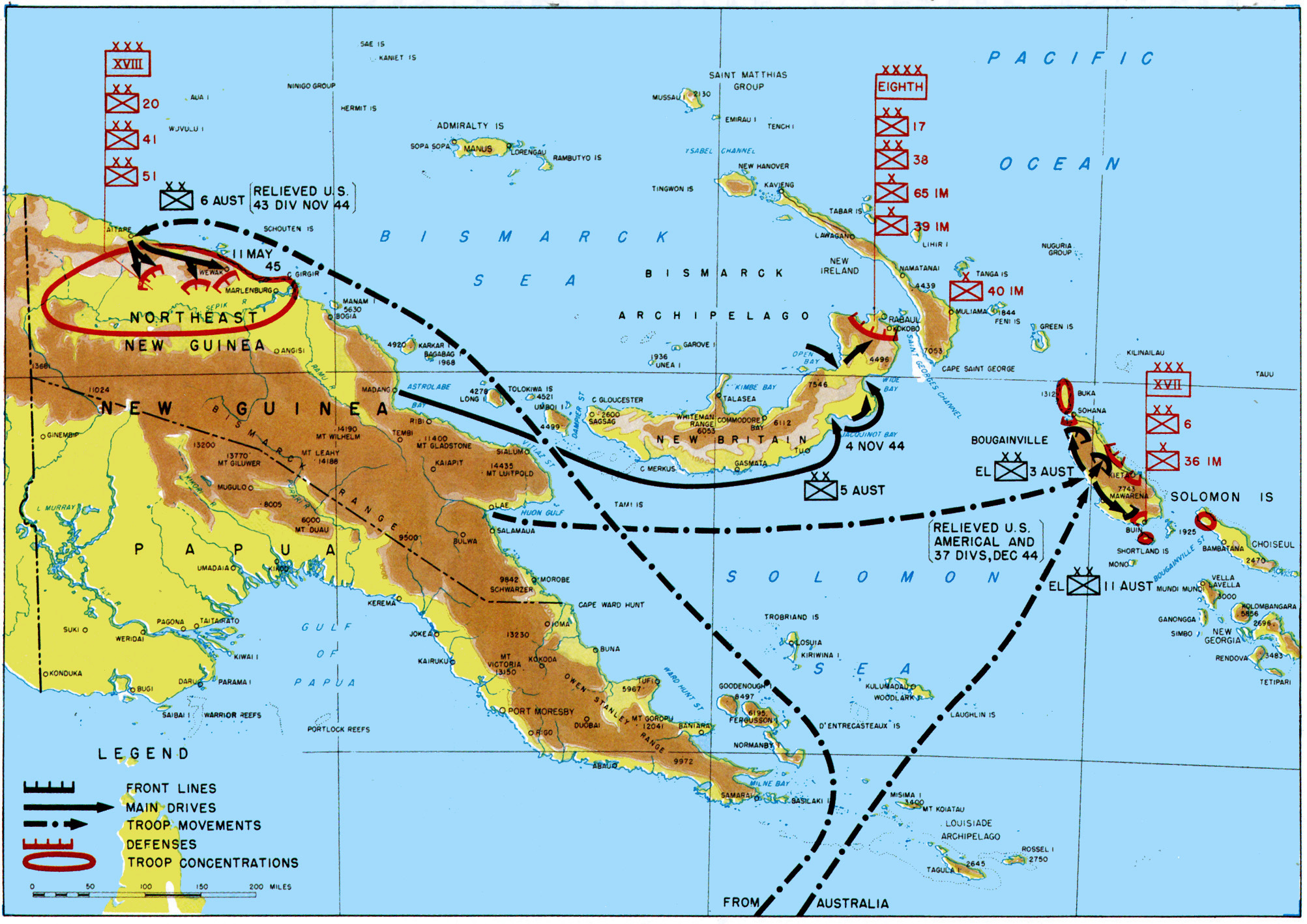
Gli impegni dell'esercito australiano e giapponese in Nuova Guinea e nelle Isole Salomone alla fine del 1944

Alla fine del 1944, il governo australiano impegnò dodici brigate a lei affiliate per sostituire le sei divisioni dell'esercito americano che svolgevano ruoli difensivi sull'isola di Bougainville, in Nuova Britannia, e nell'area di Aitape-Wewak in Nuova Guinea. Mentre le unità statunitensi avevano condotto perlopiù una difesa statica delle loro posizioni, i loro rimpiazzi giunti dall'Oceania organizzarono operazioni offensive progettate per rigettare le restanti forze nipponiche collocate in queste aree. Il valore di queste campagne era controverso all'epoca e lo è ancora oggi, in quanto il governo australiano autorizzò tali operazioni per ragioni principalmente politiche. Si credeva infatti che mantenere l'esercito coinvolto nella guerra avrebbe conferito all'Australia una maggiore influenza nelle conferenze di pace del dopoguerra e che la liberazione dei territori australiani avrebbe rafforzato l'influenza di Canberra nella sua regione. Chi si dimostrò scettico verso la necessità di tali campagne sostenne la loro inutilità, l'onerosità in termini economici e le vite poste bellamente a rischio dei soldati australiani coinvolti, tenendo presente che l'Asse appariva già in una condizione inequivocabilmente compromessa.

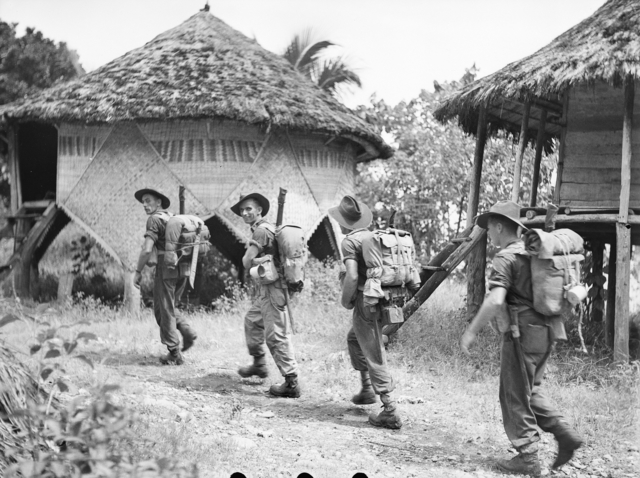
Fanteria nella baia di Wade nel gennaio 1945

La 5ª divisione sostituì la 40ª divisione di fanteria statunitense in Nuova Britannia durante l'ottobre e il novembre 1944 e continuò la spedizione con l'obiettivo di proteggere le basi alleate e confinare la grande forza giapponese sull'isola nell'area intorno a Rabaul. Alla fine di novembre, la 5ª divisione insediò basi più vicine al perimetro giapponese e diede il via ad azioni di contrasto particolarmente aggressive con il favore dell'intelligence alleata. La divisione condusse sbarchi anfibi nelle baia di Open e Wide alle porte della penisola Gazelle all'inizio del 1945, surclassando le numericamente ridotte guarnigioni giapponesi localizzate in queste aree. Ad aprile i nipponici erano stati confinati nelle loro posizioni fortificate nella penisola Gazelle per via dell'aggressività delle unità oceaniche. La 5ª divisione subì 53 morti e 140 feriti durante questa campagna. Dopo la guerra si scoprì che l'esercito giapponese poteva contare su 93 000 uomini, un totale assai alto rispetto ai 38 000 che l'intelligence alleata immaginava fosse rimasto nella Nuova Britannia.

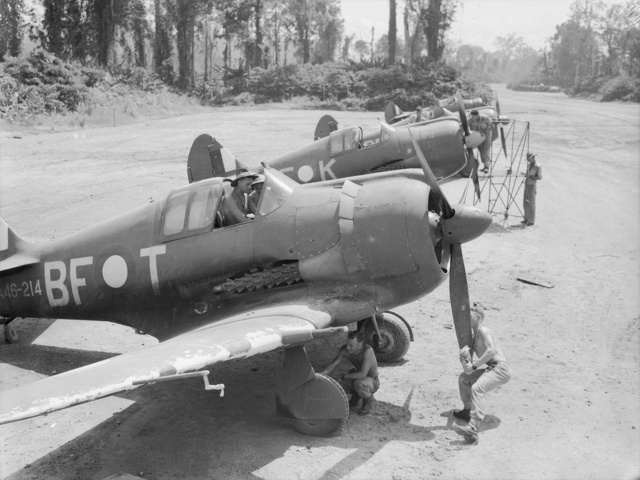
Un caccia CAC Boomerang a Bougainville all'inizio del 1945. Veniva progettato in Australia

Il II corpo continuò la campagna di Bougainville dopo aver sostituito il XIV corpo dell'esercito statunitense tra ottobre e dicembre 1944. Il corpo era composto dalla 3ª divisione, dall'11ª brigata, dal reggimento di fanteria delle Figi a Bougainville e dalla 23ª brigata che presidiava le isole vicine, potendo altresì contare sul sostegno della RAAF, della RNZAF e dell'aeronautica statunitense. Mentre il XIV corpo aveva assunto atteggiamenti difensivi, gli australiani condussero operazioni offensive volte ad annientare la cellula giapponese situata a Bougainville. Poiché gli asiatici furono frammentati in diversi gruppi, il II corpo combatté campagne geograficamente separate nelle parti settentrionale, centrale e meridionale dell'isola. L'obiettivo principale era raggiungere la roccaforte di Buin, nel Sud, ragion per cui gli attacchi nel Nord e nel Centro dell'isola subirono delle proroghe fini al maggio del 1945. Mentre le operazioni australiane a Bougainville continuarono fino alla fine del conflitto globale, un numero significativo di giapponesi rimase attivo a Buin e nel Nord dell'isola.
Alla 6ª divisione fu assegnata la responsabilità delle ultime operazioni contro la 18ª armata giapponese, l'ultimo grande contingente rimasto nella zona australiana della Nuova Guinea. La divisione fu rinforzata dai guerriglieri e dalle unità corazzate dell'esercito regolare e arrivò ad Aitape nell'ottobre del 1944. La 6ª divisione godette inoltre del sostegno di diversi squadroni RAAF e navi da guerra. Alla fine del 1944, gli australiani scagliarono un'offensiva su due fronti a est verso Wewak: la 17ª brigata avanzò nell'entroterra dei monti Torricelli mentre il resto della divisione si mosse lungo la costa. Sebbene la 18ª armata avesse subito pesanti perdite da precedenti combattimenti e malattie, essa allestì comunque una strenua resistenza e inflisse perdite significative. L'avanzata della 6ª divisione andò ostacolata anche da problematiche dovute al lento approvvigionamento e al maltempo. Gli australiani si assicurarono la zona costiera all'inizio di maggio, con Wewak catturato il 10, dopo che una piccola forza era sbarcata a est della città. Alla fine della guerra, la 18ª armata appariva ormai confinata in un'area soltanto, presto assaltata dalla 6ª divisione. La campagna di Aitape-Wewak costò all'Australia 442 vite, mentre i nipponici caduti furono circa 9 000 e i prigionieri 269.

### Campagna del Borneo

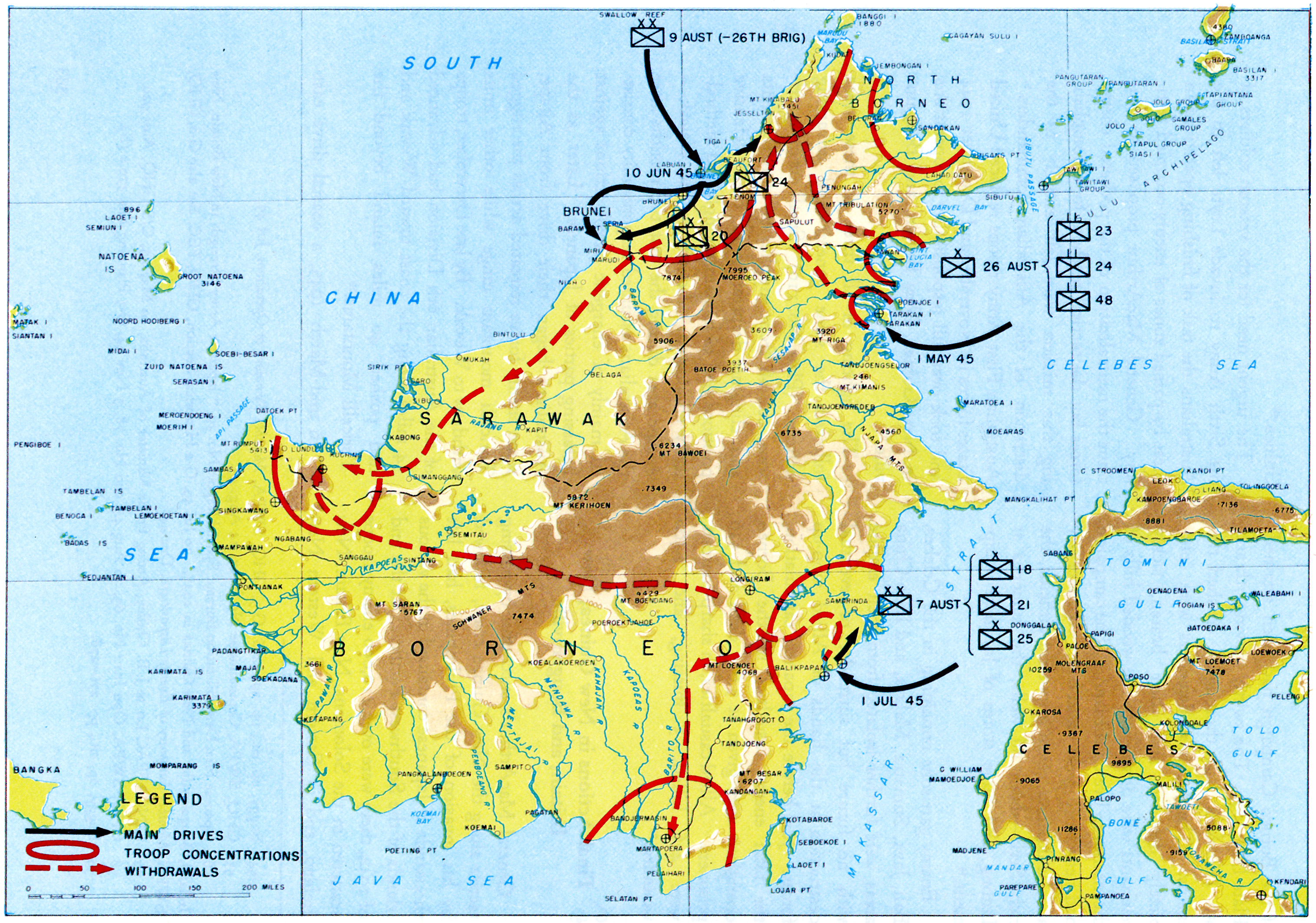
Una mappa che mostra l'andamento della campagna del Borneo

La campagna del Borneo del 1945 fu l'ultima grande manovra alleata nella zona del Sud-ovest Pacifico. In una serie di assalti anfibi condotti tra il 1º maggio e il 21 luglio, il I corpo australiano, comandato dal tenente generale Leslie Morshead, attaccò le forze giapponesi che occupavano l'isola. Anche le forze navali e aeree alleate, capeggiate dalla 7ª flotta statunitense sotto l'ammiraglio Thomas Kinkaid, la 1TAF e la 13ª forza aerea degli Stati Uniti contribuirono in maniera indubbia alla futura vittoria. Gli obiettivi di questa campagna riguardavano la conquista dei giacimenti petroliferi del Borneo e della baia del Brunei per meglio sostenere l'invasione del Giappone guidata da Washington e la liberazione della Malesia avviata dagli inglesi, che intendevano svolgere più tardi nel 1945. L'esecutivo di Canberra non accettò la proposta di MacArthur di estendere l'offensiva e spingersi a liberare Giava nel luglio del 1945: la sua decisione di non far partecipare la 6ª divisione a questa operazione contribuì a non accelerarne l'esecuzione.
La campagna iniziò il 1º maggio 1945, quando il 26º gruppo di brigata sbarcò sulla piccola isola di Tarakan al largo della costa orientale del Borneo. L'obiettivo appariva quello di garantire la pista di atterraggio dell'isola come base per supportare gli atterraggi previsti nel Brunei e Balikpapan. Sebbene si ipotizzava sarebbero state necessarie solo poche settimane per mettere in sicurezza Tarakan e riaprire la pista di atterraggio, la lotta si rivelò più difficile del previsto, tanto che si trascinò fino al 19 giugno, mentre la pista di atterraggio non fu aperta se non il 28 giugno. Considerata la scarsa rapidità con cui avvennero le manovre, l'utilità della riconquista si ridusse notevolmente.

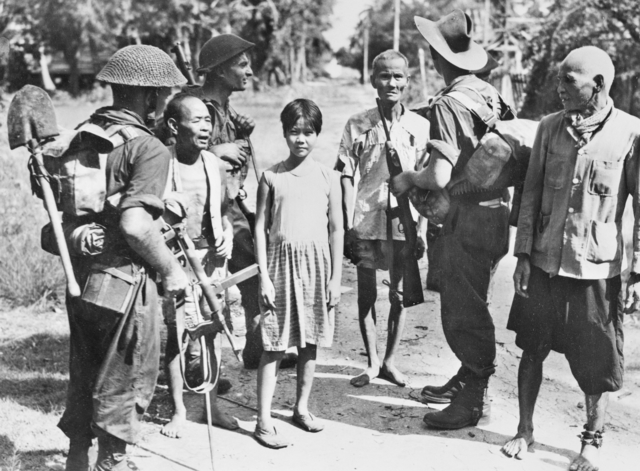
Soldati australiani e civili locali sull'isola di Labuan. Il soldato a sinistra impiega una pistola mitragliatrice Owen di fattura australiana

La seconda fase della campagna del Borneo iniziò il 10 giugno quando la 9ª divisione condusse assalti simultanei nell'ambito dell'Operazione Oboe Six a nord-ovest dell'isola di Labuan e sulla costa del Brunei. Mentre il Brunei cadde presto, la guarnigione nipponica a Labuan resistette per oltre una settimana. Dopo che la regione della baia del Brunei passò in mano alleata, la 24ª brigata sbarcò nel Borneo settentrionale e la 20ª brigata avanzò lungo la costa occidentale del Borneo a sud del Brunei. Entrambe le brigate avanzarono rapidamente contro la debole resistenza giapponese e la maggior parte del Borneo nordoccidentale fu liberata entro la fine della guerra. Durante la campagna, la 9ª divisione fu assistita da combattenti indigeni che stavano conducendo una guerriglia contro gli asiatici con il sostegno delle forze speciali oceaniche.
La terza e ultima tappa della riconquista del Borneo passò per la cattura di Balikpapan sulla costa centro orientale dell'isola. Il generale Blamey non appoggiò tale manovra, che riteneva futile, ma andò comunque avanti su ordine di MacArthur. Dopo una ventina di giorni di bombardamenti aerei e navali, la 7ª divisione sbarcò vicino alla città il 1º luglio. Balikpapan e i suoi dintorni furono assicurati dopo alcuni pesanti combattimenti il 21 luglio, ma il rastrellamento continuò fino alla fine della guerra. La cattura di Balikpapan risultò l'ultima operazione terrestre su larga scala condotta dagli alleati occidentali durante la seconda guerra mondiale. Sebbene la campagna del Borneo ricevette delle critiche dall'opinione pubblica dell'epoca e negli anni successivi, essendo stata bollata come un inutile spreco di vite per obiettivi tutt'altro che essenziali, essa ebbe comunque diversi pregi, fra cui l'aumento dell'isolamento di significative forze giapponesi che occupavano la parte principale delle Indie orientali olandesi. Inoltre, non possono tralasciarsi la cattura di importanti forniture di petrolio e la liberazione dei prigionieri di guerra alleati, detenuti in condizioni di vita precarie.
Nel frattempo, a Canberra si verificarono dei cambiamenti quando era in corso la campagna del Borneo. Il primo ministro Curtin subì un attacco di cuore nel novembre del 1944 e il vice primo ministro Frank Forde gli subentrò fino al 22 gennaio 1945. Curtin fu ricoverato in ospedale quando le condizioni di salute peggiorarono nell'aprile del 1945 e il tesoriere Ben Chifley assunse l'incarico di primo ministro ad interim mentre Forde partecipava alla Conferenza di San Francisco. Curtin si spense il 5 luglio 1945 e Forde prestò giuramento come primo ministro. Tuttavia, quest'ultimo non vantava il sostegno del suo partito e finì destituito in favore di Chifley dopo una votazione svoltasi il 13 luglio.

### Intelligence e forze speciali

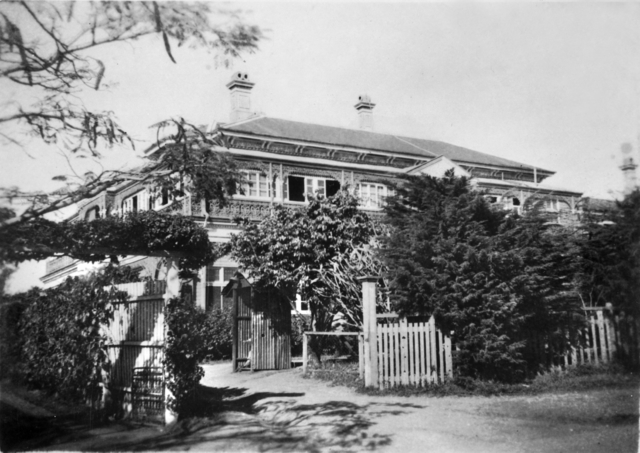
Il quartier generale dell'intelligence australiana ad Ascot, nella città di Brisbane

L'Australia sviluppò un elaborato sistema d'intelligence durante la guerra. Prima dello scoppio delle ostilità, l'esercito australiano non possedeva quasi nessuna struttura per la raccolta di informazioni e dipendeva dalle informazioni trasmesse dai servizi di intelligence britannici. Diverse piccole unità SIGINT nacquero nel 1939 e nel 1940, riscuotendo un certo successo nell'intercettare e decifrare le trasmissioni giapponesi prima dello scoppio della guerra del Pacifico.
MacArthur iniziò a organizzare servizi di intelligence su larga scala poco dopo il suo arrivo in Australia. Il 15 aprile 1942, fu fondato il Central Bureau congiunto australiano-statunitense SIGINT a Melbourne. La sede si trasferì a Brisbane nel luglio del 1942 e poi a Manila nel maggio del 1945. Gli australiani costituivano la metà della forza del Central Bureau, che nel 1945 contava oltre 4 000 impiegati. L'esercito australiano e la RAAF supervisionarono spesso e volentieri le operazioni di captazione e intercettazione radio dei messaggi dei nemici, con notevole ampliamento tra il 1942 e il 1945. Il Central Bureau venne a capo di una serie di codici giapponesi, con i vantaggi ottenuti da queste decifrazioni e dei messaggi radio che agevolarono notevolmente le manovre delle forze alleate in Asia meridionale.

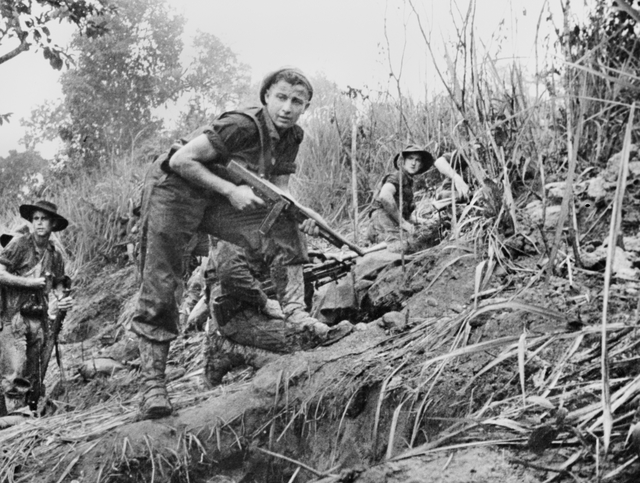
Commando della 2/3ª compagnia indipendente in Nuova Guinea nel luglio 1943

Le forze speciali australiane trovarono ampio impiego nel Pacifico, poiché dopo lo scoppio della guerra i commando australiani furono schierati a Timor, nelle isole Salomone e Bismarck e in Nuova Caledonia. Sebbene la 1ª compagnia indipendente fu rapidamente sopraffatta quando i giapponesi invasero le isole Salomone all'inizio del 1942, la 2/2ª e 2/4ª compagnia indipendente condusse con successo una campagna di guerriglia su Timor che durò dal febbraio 1942 al febbraio 1943, quando gli oceanici ricevettero l'ordine di evacuazione. Anche altre unità di commando operarono nelle campagne della Nuova Guinea, della Nuova Britannia, di Bougainville e del Borneo durante la guerra, dove si utilizzarono le informazioni raccolte per guidare offensive e proteggere i fianchi delle operazioni condotta dalla fanteria convenzionale.
L'Australia allestì gruppi di incursione e ricognizione su piccola scala, la maggioranza delle quali andò raggruppata sotto l'Allied Intelligence Bureau. L'unità speciale Z condusse incursioni molto dietro la linea del fronte, inclusa l'Operazione Jaywick a Singapore nel settembre del 1943 conclusasi con un successo. L'unità speciale M, gli osservatori costieri e le unità d'intelligence più piccole agirono anche dietro le linee nipponiche per raccogliere informazioni. Il supporto fornito all'esercito australiano avveniva altresì tramite ricognizioni tattiche e trasporti. Tuttavia, non tutte le missioni procedettero senza intoppi: si pensi alle missioni a Timor e nella Nuova Guinea olandese, dove esse vennero ostacolate perché al comando vi erano impopolari amministratori coloniali giunti dai Paesi Bassi. La RAAF costituì un'unità appositamente attrezzata (la numero 200) per supportare queste operazioni trasportando e rifornendo le sezioni d'intelligence attive nelle aree controllate dai nemici.

### Operazioni contro l'arcipelago giapponese

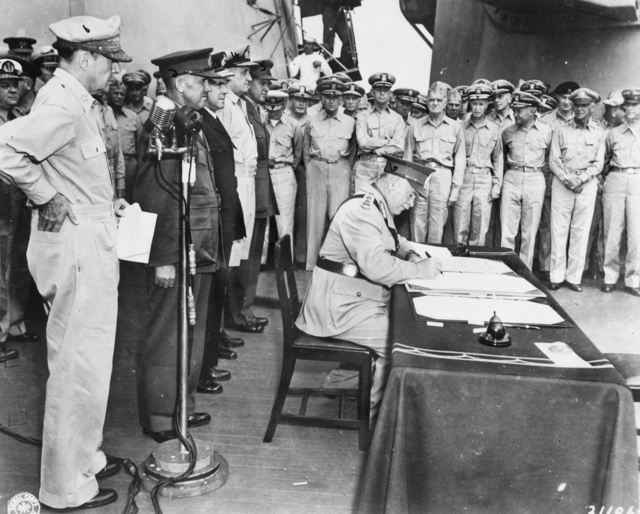
Il generale Blamey firma lo strumento di resa giapponese per conto dell'Australia

L'Australia svolse un ruolo minore nella campagna del Giappone avvenuta negli ultimi mesi di guerra e si preparò a un'eventuale invasione del Giappone da eseguire al momento della fine della guerra. Diverse navi da guerra australiane operarono con la flotta inglese del Pacifico durante la battaglia di Okinawa e i cacciatorpediniere australiani scortarono in seguito portaerei e corazzate britanniche durante gli attacchi contro obiettivi nell'arcipelago nipponico. Nonostante la sua distanza dal Giappone, l'Australia funse da base principale della flotta inglese sopraccitata e consentì la costruzione di numerose strutture per supportare le imbarcazioni.
La partecipazione del Paese oceanico alla pianificata invasione del nemico asiatico avrebbe coinvolto elementi di tutti i servizi che combattono come parte delle forze del Commonwealth. Si prevedeva di formare una nuova 10ª divisione dal personale dell'AIF esistente che avrebbe fatto parte dei corpi del Commonwealth con unità britanniche, canadesi e neozelandesi. L'organizzazione del corpo doveva essere identica a quella di un corpo dell'esercito degli Stati Uniti e avrebbe partecipato all'invasione dell'isola di Honshū, prevista per marzo 1946. Le navi australiane avrebbero operato con la flotta britannica del Pacifico e con quella arriva nell'area degli Stati Uniti, oltre ai due squadroni di bombardieri pesanti della RAAF e a uno squadrone di trasporto che avrebbe dovuto trasferirsi dalla Gran Bretagna a Okinawa per unirsi al bombardamento strategico del Giappone come parte del Tiger Force. La pianificazione delle operazioni contro il Giappone cessò nell'agosto 1945, quando ebbe luogo la resa del Giappone in seguito ai bombardamenti atomici di Hiroshima e Nagasaki.
Il generale Blamey firmò l'atto di resa per conto dell'Australia durante la cerimonia tenutasi a bordo della Missouri il 2 settembre 1945. Diverse navi da guerra della marina australiana figuravano tra le navi alleate ancorate nella baia di Tokyo durante le fasi di firma dei documenti ufficiali. Dopo la cerimonia principale a bordo della Missouri, i comandanti sul campo giapponesi si arresero solennemente alle forze alleate, incluse quelle australiane durante le cerimonie condotte a Morotai, in diverse località del Borneo, a Timor, a Wewak, a Rabaul, a Bougainville e a Nauru.

## Altri teatri
Oltre ai principali schieramenti, le unità militari australiane prestarono servizio in altri teatri di guerra, in genere all'interno delle forze del Commonwealth guidate dalla Gran Bretagna. Circa 14 000 australiani parteciparono nella Merchant Navy ed equipaggiarono navi in molte zone del mondo.

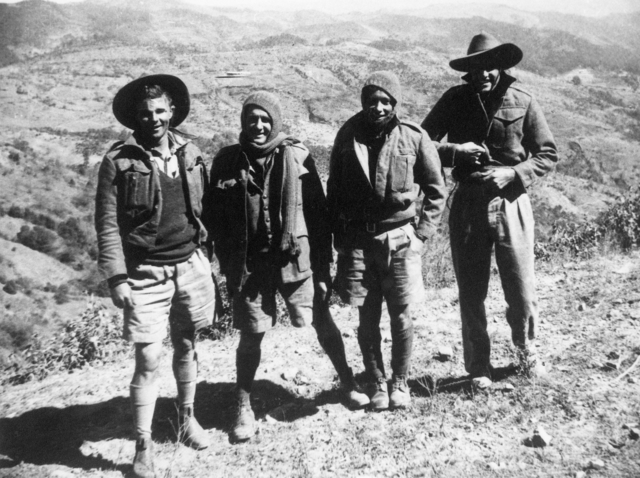
Quattro membri del contingente australiano alla missione 204 nella provincia dello Yunnan, in Cina, durante il 1942

L'Australia agì solo marginalmente nelle campagne guidate dai britannici contro i possedimenti coloniali del governo di Vichy in Africa. Alla fine del settembre 1940, l'incrociatore pesante Australia partecipò al fallito tentativo di conquista di Dakar eseguito dai britannici e dalla Francia libera, riuscendo a silurare un cacciatorpediniere francese di Vichy. Il governo australiano non fu informato del coinvolgimento dell'incrociatore in quest'operazione prima della battaglia e si lamentò formalmente con il governo britannico. Tre cacciatorpediniere australiani figuravano nell'invasione del Madagascar del settembre del 1942. In un punto geograficamente più vicino all'Oceania, la Adelaide garantì una grande assistenza alla Francia libera nella riconquista della Nuova Caledonia nel settembre 1940, scortando un governatore transalpino a Nouméa e stazionando nella città durante le proteste popolari che lo videro allontanarsi su iniziativa delle autorità filo-Vichy.
Le navi da guerra australiane prestarono servizio nel Mar Rosso e nel Golfo Persico per gran parte del conflitto. Dal giugno all'ottobre 1940, la Hobart partecipò alla campagna dell'Africa Orientale Italiana, giocando un ruolo importante nella riuscita evacuazione di Berbera. Nel maggio 1941, la Yarra sostenne un'operazione di sbarco delle truppe dei Gurkha vicino a Bassora durante la guerra anglo-irachena. Nell'agosto del 1941, la Yarra e la Kanimbla presero parte all'invasione anglo-sovietica dell'Iran, con la Yarra che affondò lo sloop iraniano Babr vicino a Kohorramshahr e la Kanimbla che sbarcò le truppe a Bandar Shapur. Anche una dozzina di corvette di classe Bathurst si unì alla spedizione alleata nel Golfo Persico nel 1942.
Mentre quasi tutte le unità australiane nel teatro del Pacifico operarono a cavallo tra Asia e Oceania, centinaia di uomini furono inviati alle unità britanniche in Birmania e in India, sebbene nessuna unità della RAAF sia stata schierata in questo teatro. Nel maggio del 1943, circa 330 australiani prestavano servizio in 41 squadroni in India, di cui solo nove avevano più di dieci australiani. Inoltre, molte corvette e cacciatorpediniere assistettero la flotta orientale britannica, dove sopperivano normalmente al compito di proteggere i convogli nell'Oceano Indiano dagli attacchi dei sottomarini giapponesi e tedeschi. Vi furono inoltre 45 combattenti dell'8ª divisione che si offrirono volontari per addestrare la guerriglia cinese nella missione inglese 204 nel Sud della Cina e prestarono servizio lì da febbraio a settembre 1942.

## Prigionieri di guerra

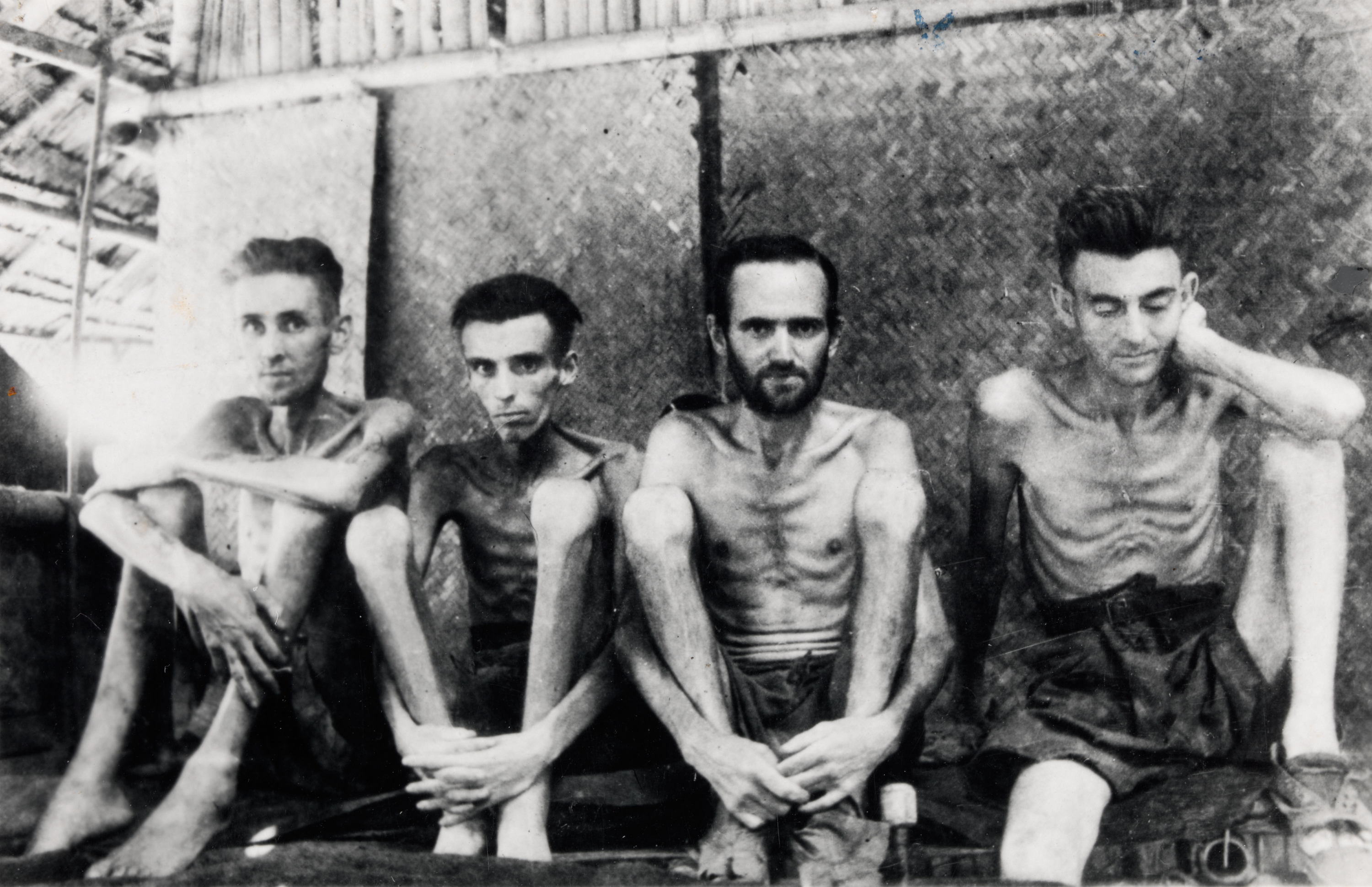
Prigionieri di guerra australiani e olandesi a Tarsau, in Thailandia, nel 1943. L'Australia dichiarò guerra alla Thailandia il 2 marzo 1942 e un trattato di pace fu firmato solo il 3 aprile 1946

Poco meno di 29 000 australiani furono fatti prigionieri dall'Asse durante la guerra. Solo in 14 000 dei 21 467 catturati dai giapponesi sopravvissero alla prigionia, con il grosso dei decessi in cattività dovuta a malnutrizione, scarse condizioni di igiene e malattie.
Gli 8 000 australiani catturati da Germania e Italia furono generalmente trattati in conformità con le Convenzioni di Ginevra. La maggioranza di questi uomini fu catturata durante i combattimenti in Grecia e a Creta nel 1941, con il secondo gruppo più numeroso di 1 400 aviatori abbattuti in Europa. Come altri prigionieri di guerra alleati occidentali, gli australiani furono trattenuti in campi permanenti in Italia e Germania. All'approssimarsi della fine della guerra, i tedeschi spostarono molti prigionieri verso l'interno del Paese per impedire che venissero liberati dall'avanzata degli eserciti alleati. Questi movimenti avvenivano spesso durante le marce forzate in condizioni climatiche avverse e provocarono molti morti. Tra le vittime, anche quattro australiani vennero giustiziati a seguito di una fuga di massa dallo Stalag Luft III nel marzo del 1944. Mentre i prigionieri oceanici subirono un tasso di mortalità più elevato durante la prigionia tedesca e italiana rispetto a chi li aveva preceduti nelle stesse vesti nella prima guerra mondiale, la cifra appariva molto più bassa con riguardo agli internamenti giapponesi.

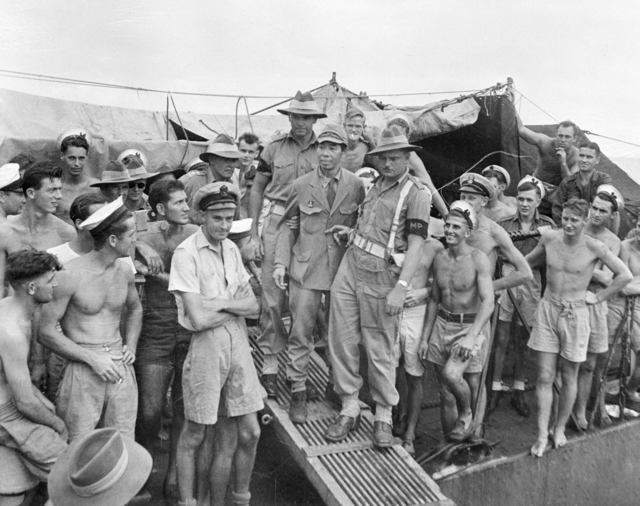
L'interprete giapponese responsabile dei prigionieri di guerra australiani ad Ambon arriva a Morotai nell'ottobre 1945

Come il resto del personale alleato catturato dai giapponesi, una consistente percentuale delle migliaia di australiani catturati nei primi mesi del 1942 durante la conquista della Malesia, di Singapore, delle Indie orientali olandese e della Nuova Britannia visse condizioni difficili. Gli australiani furono detenuti in campi dislocati in tutta la regione fra Asia e Pacifico e molti sopportarono lunghi viaggi in navi decisamente sovraffollate. Mentre la maggior parte dei prigionieri di guerra australiani morti in cattività giapponese risultò vittima di malnutrizione e di malattie, in centinaia morirono perché trucidati dolosamente. La ferrovia della Birmania divenne la località più tristemente famosa per i prigionieri di guerra, poiché 13 000 australiani vi lavorarono in vari momenti durante il 1942 e il 1943, insieme a migliaia di altri prigionieri di guerra alleati e asiatici arruolati dai giapponesi; si stima la morte in loco di quasi 2 650 australiani. Migliaia di catturati giunsero anche nell'arcipelago nipponico, dove furono coattivamente impiegati in fabbriche e miniere in condizioni generalmente dure. Chi giunse nei campi di Ambon e del Borneo patì i tassi di mortalità più alti; il 77% di coloro che vissero da prigionieri ad Ambon non vide la fine della guerra e pochi dei 2 500 prigionieri australiani e britannici del Borneo sopravvissero; quasi tutti perirono per via degli eccessivi turni di lavoro e per via di una serie di marce della morte nel 1945.
Il trattamento riservato ai prigionieri di guerra generò un sentimento di rigetto nei confronti del Giappone dopo la guerra da parte di Canberra. Le autorità australiane indagarono sugli abusi contro i prigionieri di guerra alleati nella zona di competenza del loro Paese dopo il conflitto, con le guardie che si credeva avessero maltrattato i prigionieri che furono processate penalmente dalle corti australiane.
25 720 prigionieri dell'Asse sbarcarono in Australia durante la guerra, tra cui 18 432 italiani, 5 637 giapponesi e 1 651 tedeschi. Sovente li si internava in campi appositamente costruiti ed essi vennero trattati in conformità con la Convenzione di Ginevra. Furono internati anche 16 798 civili, di cui 8 921 "nemici alieni" residenti in Australia, mentre il resto erano persone inviate sulle isole per l'internamento da altri Stati alleati. La mattina del 5 agosto 1944, circa la metà dei 1 104 giapponesi detenuti in un campo vicino a Cowra, nel Nuovo Galles del Sud, tentò di scappare. I prigionieri travolsero le loro guardie e in oltre 400 sfondarono i reticolati; tuttavia, ogni fuggitivo andò scovato o ucciso nel giro di 10 giorni.

## Fronte interno

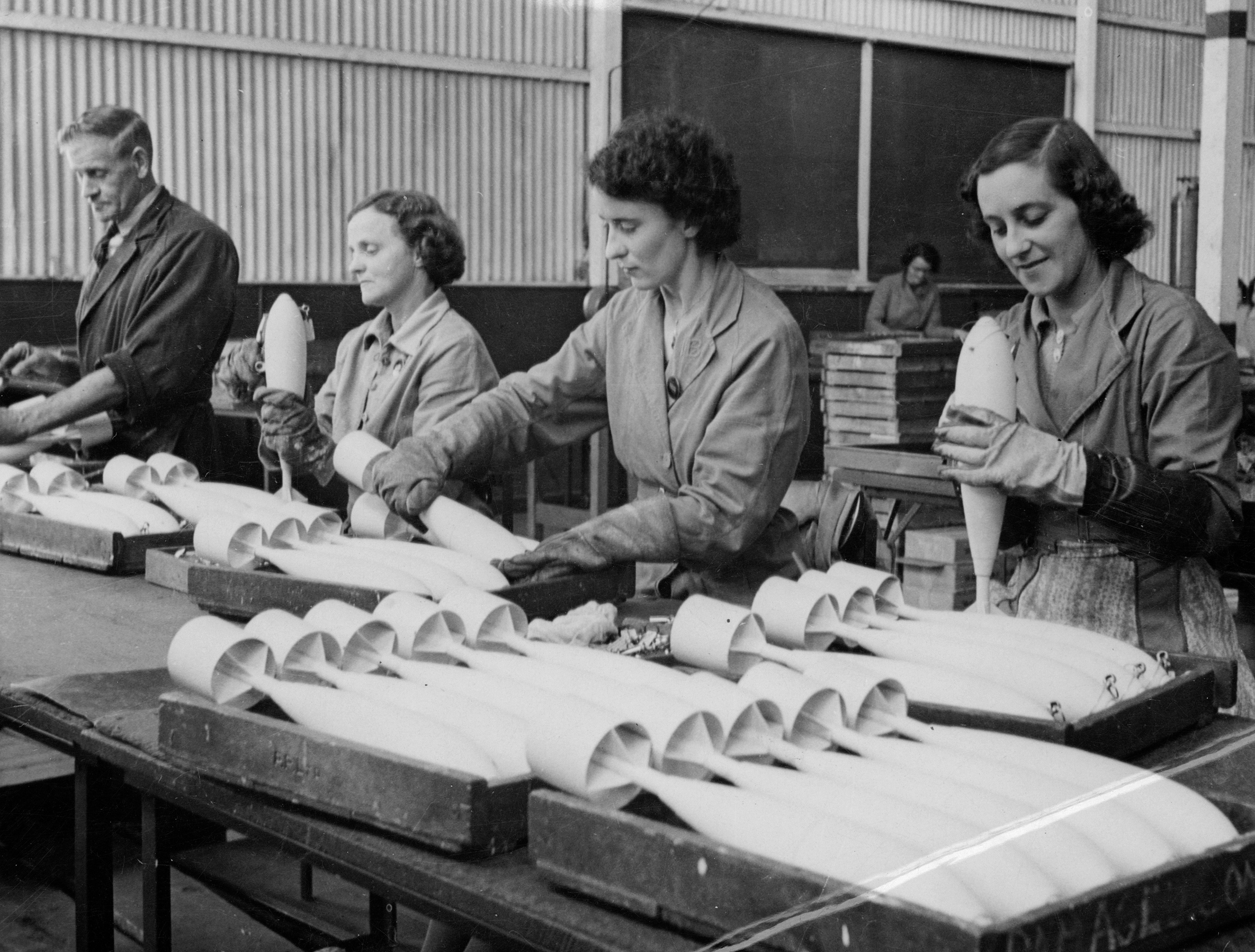
Lavoratori ispezionano le bombe da esercitazione in una fabbrica nell'Australia meridionale durante il 1943

Durante la guerra, il governo australiano estese notevolmente i suoi poteri per dirigere meglio lo sforzo bellico; le risorse industriali e umane dell'Australia si concentrarono sul supporto delle forze armate alleate. L'espansione dei poteri del governo iniziò il 9 settembre 1939, quando il National Security Act divenne legge. Tale atto ha permesso al governo di introdurre la coscrizione industriale e sia gli uomini sia le donne sono stati ordinati nelle industrie essenziali. Il razionamento fu introdotto per la prima volta nel 1940 e subì un sostanziale ampliamento nel 1942. Il governo incoraggiò fortemente politiche di austerità ed emise dei bond durante la guerra come mezzo per ridurre la domanda di risorse scarse.
Le politiche del governo per sviluppare le industrie legate alla guerra accrebbero il livello del settore industriale australiano e l'autosufficienza nella maggior parte delle categorie di armi. Nel periodo interbellico, i successivi governi australiani avevano fornito sussidi, tariffe e altri incentivi per incoraggiare lo sviluppo di settori manifatturieri legati all'esercito come la produzione di aerei, automobili, elettronica e prodotti chimici. Queste aziende secondarie furono integrate in un'economia di guerra durante il 1940 e il 1941 e furono in grado di sopperire alla maggior parte delle esigenze dell'esercito entro il 1942. Gli sforzi guidati di Canberra di sviluppare e produrre tecnologia avanzata ebbero notevole fortuna, soprattutto se si pensa allo sviluppo di set di radar leggeri, dispositivi ottici per l'artiglieria e attrezzature adattate per l'uso in condizioni tropicali. L'industria australiana curò inoltre lo sviluppo di nuove armi prodotte in serie per i militari, tra cui la pistola mitragliatrice Owen e una variante del cannone britannico Ordnance QF 25 lb. Inoltre, scienziati e aziende farmaceutiche australiane compirono importanti progressi nel trattamento delle malattie tropicali, particolarmente frequenti in un contesto quale quello della seconda guerra mondiale. Tuttavia, non tutti i progetti furono colpiti dalla buona sorte: i finanziamenti per sviluppare un carro armato australiano (il Sentinel) non cessarono fino a quando questo apparve obsoleto e non più necessario, mentre lo sviluppo di bombardieri e caccia avanzati progettati in Australia, rispettivamente il CAC Woomera e il CAC CA-15, furono abbandonati poiché i motori richiesti da questi aerei non erano disponibili e furono invece prodotti su licenza adeguati progetti statunitensi e britannici.

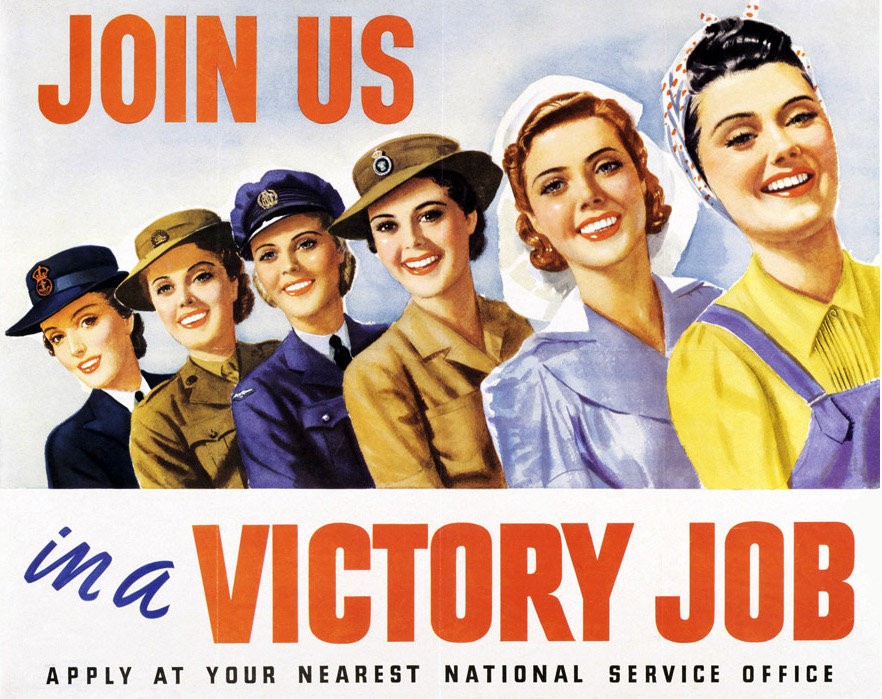
Manifesto che invita le donne australiane a dare un contributo allo sforzo bellico rivolgendosi a un ufficio di collocamento

La massiccia espansione dell'esercito innescò una grave carenza di lavoratori di sesso maschile e una maggiore partecipazione femminile alla forza lavoro. Il numero di donne australiane con un impiego retribuito salì da 644 000 nel 1939 a 855 000 nel 1944. Sebbene si trattasse di un aumento di soli cinque punti percentuali nella proporzione di tutte le donne australiane che lavoravano, un gran numero di lavoratrici passò dal ricoprire mansioni tradizionalmente considerate "femminili", come le faccende domestiche, a operare nelle industrie. Le donne nell'esercito australiano fecero il loro ingresso nel 1941 e nel 1944 quasi 50 000 donne prestavano servizio nel Servizio navale australiano reale delle donne (Women's Royal Australian Naval Service), nel Servizio militare femminile australiano (Australian Women's Army Service) e nell'Aeronautica australiana ausiliaria femminile (Women's Auxiliary Australian Air Force). Altre migliaia prestarono servizio nelle forze di terra civili (Australian Women's Land Army) o intrapresero altre attività belliche su base volontaria. La carenza di manodopera divenne un problema economico sempre più significativo verso la fine della guerra e l'esercito australiano scese di dimensioni dal 1944, per liberare personale per le industrie belliche e l'economia civile.
La coscrizione industriale e la spinta ad aumentare la produttività generò un crescente grado di agitazioni sindacali nel tempo. Molti erano tenuti a lavorare per lunghe ore in condizioni precarie e non potevano chiedere una diversa assegnazione delle mansioni a cui erano sottoposti a causa delle leggi sulla manodopera. Le cattive condizioni di lavoro andarono esacerbate dalle misure di austerità del governo che hanno ridotto il tenore di vita dei lavoratori. Di conseguenza, gli scioperi e altre forme di protesta interruppero la produzione australiana a fasi alterne, specialmente dal 1943 in poi. Tali sommosse calamitarono notevoli critiche da altri civili e membri delle forze armate. Nel maggio del 1943, il governo introdusse politiche che consentivano di arruolare nelle forze armate i lavoratori che stavano intraprendendo azioni sindacali illegali, ma ciò ebbe un impatto limitato a causa della carenza di manodopera qualificata nelle industrie più incline alle controversie sindacali.
La seconda guerra mondiale segnò l'inizio di un lungo periodo di crescita economica per lo Stato oceanico. Il conflitto aumentò considerevolmente il peso e l'importanza del settore manifatturiero australiano e stimolò lo sviluppo di industrie tecnologicamente più avanzate. Come parte di questa tendenza, molti lavoratori acquisirono livelli di competenza relativamente elevati e i tassi di partecipazione alla forza lavoro femminile sono notevolmente aumentati. Tuttavia, dopo la guerra molte donne dovettero abbandonare le industrie in cui i lavoratori erano prevalentemente (o totalmente) di sesso maschile.

## Il dopoguerra

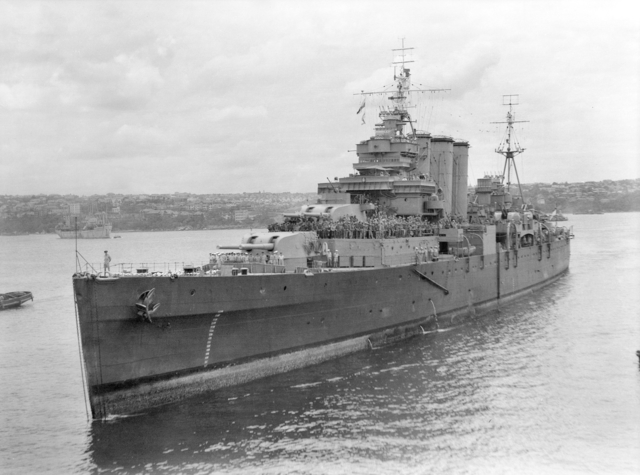
La Shropshire in arrivo a Sydney nel novembre 1945 con a bordo soldati a lungo in servizio

La seconda guerra mondiale costò migliaia di vite australiane e consumò gran parte del reddito nazionale. Durante la guerra, 27 073 membri dell'esercito australiano perirono in combattimento, a causa delle ferite o durante la prigionia di guerra. Nel totale, 9 572 furono uccisi nella guerra contro la Germania e l'Italia e 17 501 nei combattimenti con il Giappone. I prigionieri detenuti dai nipponici rappresentatono quasi la metà delle morti australiane nel Pacifico. Almeno 386 marittimi civili australiani sono stati uccisi durante la guerra. La spesa bellica australiana totale ammontò a 2 949 380 000 £ e al suo apice, nel 1942-1943, le spese militari rappresentavano il 40,1% del reddito nazionale.
Nei mesi seguenti al conflitto, le autorità australiane affermarono la propria autorità su tutto il Borneo e sulle Indie orientali olandesi a est di Lombok fino al ripristino dei governi coloniali britannico e olandese. Mentre le forze britanniche e indiane nell'ovest delle Indie orientali olandesi furono coinvolte nella guerra d'indipendenza indonesiana, gli australiani furono in grado di evitare scontri con i nazionalisti locali. Le forze armate si occuparono di sorvegliare 344 000 giapponesi rimasti nelle Indie orientali olandesi e nei territori australiani e dell'amministrazione dei processi per crimini di guerra in queste aree. Un gruppo di volontari vide la luce come contributo apportato dall'Australia alla Forza di occupazione del Commonwealth britannico (British Commonwealth Occupation Force o BCOF) in Giappone, con l'Australia che fornì il quartier generale del BCOF e un'elevata percentuale del suo personale. Questa forza in seguito formò il nucleo dell'esercito australiano del dopoguerra, che includeva per la prima volta unità di combattimento permanenti.
La smobilitazione dell'esercito australiano avvenne in fretta dopo la resa giapponese. Alla fine della guerra, l'esercito disponeva di quasi 600 000 uomini, di cui 224 000 in servizio nel Pacifico e 20 000 in Gran Bretagna e in altri luoghi. La pianificazione della smobilitazione cominciò alla fine del 1942 con l'approvazione del progetto definitivo da parte del governo nel marzo 1945. Nei fatti, essa iniziò il 1º ottobre 1945 e terminò nel febbraio 1947. Il processo in genere si svolse senza intoppi, anche se si verificarono delle proteste per i ritardi a Morotai e Bougainville. Il personale ricevette comunque una formazione in attesa di essere smobilitato e Canberra fornì assistenza ai "post-smobilitati" concedendo loro posti di lavoro, prestiti economici, borse di studio e altri benefici. Le donne in servizio ricevettero un'assistenza simile, ma furono sottoposte a svariate pressioni per tornare ai loro "tradizionali" ruoli familiari.
La seconda guerra mondiale apportò dei cambiamenti significativi nella società della nazione oceanica. A livello economico, la guerra accelerò lo sviluppo dell'industria manifatturiera australiana e generò un forte calo della disoccupazione. La società australiana subì dei mutamenti che contribuirono a sviluppare un maggiore cosmopolitismo e una visione più paritaria della figura femminile. La guerra determinò una maggiore maturità nell'approccio dell'Australia agli affari internazionali, come dimostrato dallo sviluppo di una politica estera più indipendente e dall'incoraggiamento dell'immigrazione di massa del secondo dopoguerra.